# Alexandre Alekhine
Pour les articles homonymes, voir Alekhine.
Alexandre Aleksandrovitch Alekhine (en russe : Александр Александрович Алехин) est un joueur d'échecs russe naturalisé français (en 1927), né le 19 octobre 1892 (31 octobre dans le calendrier grégorien) à Moscou et mort le 24 mars 1946 à Estoril (Portugal).
Champion du monde des échecs de 1927 à 1935 et de 1937 à sa mort, il est le premier champion du monde à reconquérir son titre et le seul jusqu'à présent à mourir en en étant le détenteur. Il domine le monde des échecs au début des années 1930, remportant toutes les compétitions (championnats du monde, olympiades et tournois) auxquelles il prend part de 1929 à 1934 (à l'exception du tournoi de Hastings 1933-1934 où il finit deuxième).
Alekhine est réputé pour son style d'attaque féroce et imaginatif, alliant à une grande habileté positionnelle une virtuosité combinatoire ainsi qu'un grand talent en fin de partie. Il est également renommé comme journaliste, auteur de livres (dont plusieurs écrits en allemand) et théoricien d'échecs, ayant produit des innovations dans un large éventail d'ouvertures d'échecs. Son nom a été donné à une ouverture du jeu d'échecs : la défense Alekhine, qu'il employa pour la première fois en 1921 à Budapest, et plusieurs autres variantes d'ouvertures. Il a également composé quelques études ou fins de partie.

## Biographie

### Jeunesse

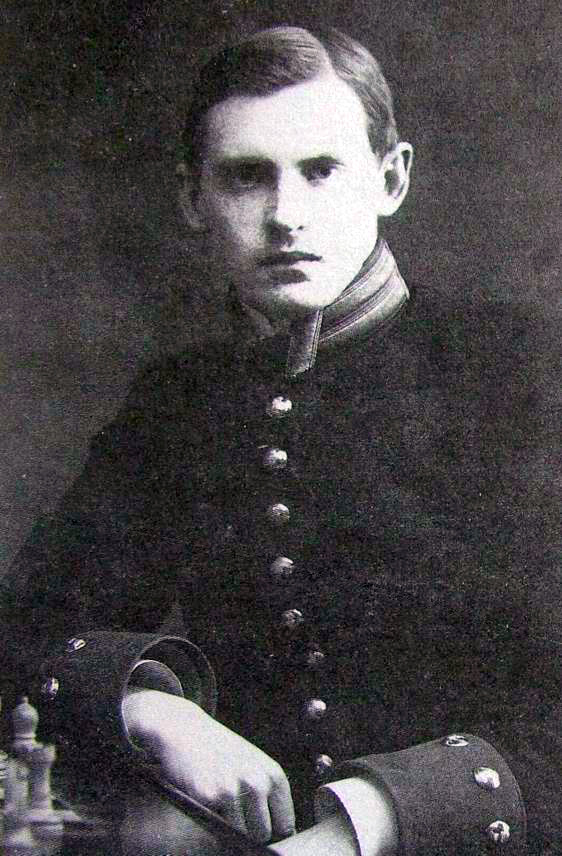
Alekhine en 1909, photographie de Karl Bulla.

Alexandre Alekhine naît le 19 octobre 1892 (31 octobre dans le calendrier grégorien) à Moscou dans une famille aisée de l'Empire russe : son père est propriétaire terrien et sera député à la Douma d'État de l'Empire russe. Il a un frère aîné, Alexeï, contre lequel il jouera des parties, et une sœur, Varvara. Il apprend à jouer aux échecs à sept ans. Il fait ensuite de brillantes études et apprend le français et l'allemand au lycée.

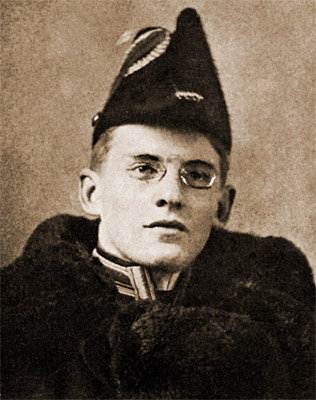
Alexandre Alekhine, alors étudiant en droit.

Après quelques tournois par correspondance, il dispute son premier tournoi important à Düsseldorf en 1908 et termine quatrième. En 1909, il entre dans l'école de Droit pour la noblesse de Saint-Pétersbourg, où les élèves internes portent l'uniforme militaire.
Il obtient ses premiers succès en 1909 au championnat de Russie amateur disputé à Saint-Pétersbourg, puis aux tournois internationaux de Stockholm en 1912 et de Scheveningue en 1913. En 1914, il remporte le championnat de Russie, ex æquo avec Aaron Nimzowitsch et, la même année, termine troisième du très fort tournoi international de Saint-Pétersbourg remporté par le champion du monde Emanuel Lasker devant son futur successeur José Raúl Capablanca.
Alors qu'il participe au tournoi de Mannheim, la Première Guerre mondiale éclate et interrompt le tournoi. Alekhine est arrêté par les autorités allemandes. Il parvient cependant à rentrer en Russie, est blessé deux fois à la guerre et est ensuite plusieurs fois médaillé en tant que collaborateur de la Croix-Rouge.

### Ascension vers les sommets

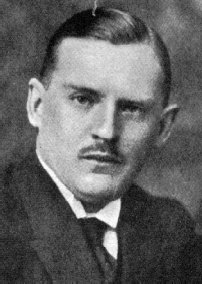
Alexandre Alekhine au début des années 1920.

Après la guerre et la Révolution russe, Alexandre Alekhine remporte le championnat de Moscou et le premier championnat de la RSFSR en 1919-1920. Arrêté une première fois par la Tchéka, il échappe par chance au peloton d'exécution. Selon la légende, en prison, il aurait joué une partie contre Léon Trotski lui-même, qui était un très bon joueur d'échecs. Il quitte la Russie soviétique pour l'Ukraine mais revient à Moscou, où il obtient un poste de traducteur.
Le 21 février 1921, il est arrêté une seconde fois par la Tcheka, mais réussit à persuader la police qu'il est innocent des charges qu'on lui reproche.
En mai 1921, à l'occasion de son mariage il obtient l'autorisation d'un voyage en Lettonie ; il quitte définitivement la Russie, d'abord pour Berlin. En 1921, il remporte les trois tournois auxquels il participe en Europe (Triberg, Budapest et La Haye) sans perdre une partie. Il arrive en France en janvier 1922. Par la suite, il refusera toujours de revenir en Union soviétique (nom adopté par la Russie soviétique en 1922). En 1922, il remporte le tournoi de septembre de Hastings puis, l'année suivante, le tournoi de Carlsbad 1923.
En 1924, il termine troisième du tournoi de New York derrière les champions du monde Emanuel Lasker et Capablanca.
Le premier février 1925 à Paris, où il habite désormais, il dispute une partie simultanée et à l'aveugle sur 28 échiquiers, avec un score de 22 victoires, 3 défaites et 3 nulles. Le lendemain, il reconstitue précisément, de mémoire, les vingt-huit parties disputées. L'année précédente, il avait déjà disputé une autre séance record à l'aveugle sur 26 échiquiers, à l'issue du tournoi de New York 1924. Son record dans ce domaine sera porté à 32 parties lors d'une simultanée à l'aveugle disputée lors de l'Exposition universelle de 1933.
En 1927, il termine deuxième du tournoi de New York derrière le nouveau champion du monde Capablanca — Lasker ayant refusé de participer au tournoi. Avec ce résultat, Alekhine devient le challenger naturel du champion du monde, qu'il rencontre à Buenos Aires en 1927.

### Naturalisation
Alexandre Alekhine demande pour la première fois son admission à résidence en France et sa naturalisation le 3 novembre 1924, mais le dossier est classé sans suite, en raison de ses multiples voyages à l'étranger pour participer à des compétitions internationales d'échecs, et parce qu'il avait été signalé en avril 1922 comme un « bolcheviste chargé, par les Soviets, d'une mission spéciale en France ».
En avril 1927, la Fédération française des échecs intervient auprès du ministère de la Justice pour qu'Alekhine puisse participer, à la tête de l'équipe française, au premier « Tournoi des Nations » qui doit avoir lieu en juillet 1927 à Londres. Mais, la nouvelle loi sur la naturalisation, facilitant l'acquisition de la nationalité française en raison de la baisse de population consécutive à la Première Guerre mondiale, n'est publiée que le 10 août 1927. Le décret de naturalisation d'Alekhine (et de plusieurs centaines d'autres postulants) est signé le 5 novembre et publié au Journal officiel du 14-15 novembre 1927.

### Championnats du monde

#### Match contre Capablanca (1927)

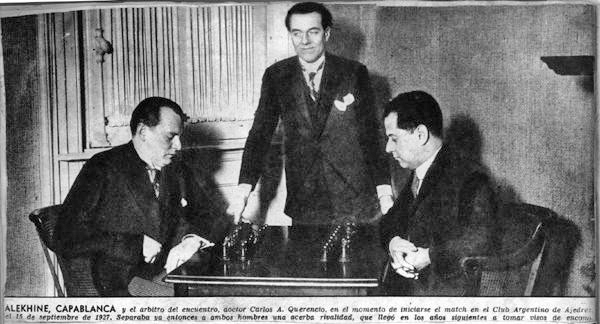
Alekhine (à gauche) face à Capablanca en 1927.

Alexandre Alekhine devient champion du monde en 1927 en battant à Buenos Aires le tenant du titre, le Cubain José Raúl Capablanca sur le score de 18,5 à 15,5 (+6, -3, =25), au terme d'un match marathon de plus de 2 mois et 34 parties. En dépit de multiples négociations, le match revanche, promis au Cubain par Alekhine, ne fut jamais organisé. À l'époque, c'était encore les champions qui choisissaient leurs challengers.

#### Matchs contre Bogoljubov (1929 et 1934)
Alexandre Alekhine domina le monde des échecs pendant toute la période entre 1929 et 1933 : il réalisa l'exploit de se classer premier sans interruption dans les 15 tournois auxquels il participa, cette série étant arrêtée par une deuxième place au tournoi de Hastings, derrière Salo Flohr. Au lieu de défier Capablanca comme il l'avait pourtant promis, il choisit comme challenger son ancien compatriote Efim Bogoljubov, moins redoutable.
Il conserva facilement son titre face à Bogoljubov en 1929 sur le score de 15,5 à 9,5 (+11, -5, =9), puis en 1934 sur le score de 15,5 à 10,5 (+8, -3, =15).

#### Matchs contre Max Euwe (1935 et 1937)

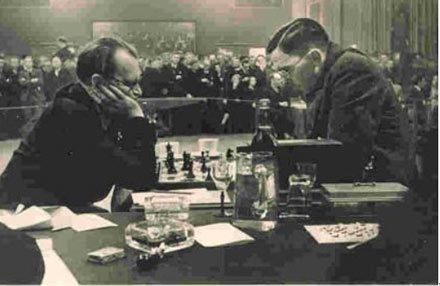
Alekhine face à Euwe en 1937.

À la surprise générale, Alexandre Alekhine perd son titre en 1935 face au « modeste » champion néerlandais Max Euwe sur le score de 14,5 à 15,5 (+8, -9, =13). Alekhine, qui souffrait d'alcoolisme et était un grand fumeur, ne parvenait pas à contrôler sa dépendance.
À la suite de cette défaite, il arrêta de boire et de fumer et reprit son titre de champion du monde deux ans plus tard en 1937, lors du match revanche, sur le score de 15,5 à 9,5 (+10, -4, =11).
En 1938, le tournoi AVRO est organisé pour départager les éventuels candidats à un match de championnat du monde contre Alekhine, ce dernier conservant néanmoins la possibilité de désigner son challenger. Le tournoi est remporté par l'Estonien Paul Keres et l'Américain Reuben Fine, mais Alekhine entreprend des négociations avec le troisième du tournoi, Mikhaïl Botvinnik. Les pourparlers sont interrompus par la Seconde Guerre mondiale.

### Activités pendant la Seconde Guerre mondiale (1939 à 1943)

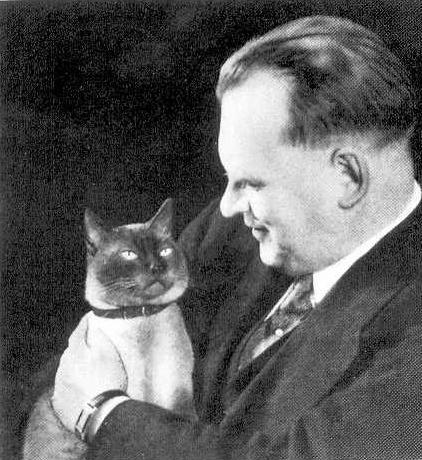
Alexandre Alekhine en 1936.

Pendant la Seconde Guerre mondiale, le titre de champion du monde d'Alekhine ne fut pas remis en jeu.
En septembre 1939, lorsque la Seconde Guerre mondiale éclate, Alekhine participe à l'Olympiade de Buenos Aires. En janvier 1940, il arrive à Lisbonne et demande à être mobilisé comme interprète dans l'Armée française. Il rentre en France en février. Après l'Armistice, démobilisé, il transmet à Capablanca en juillet 1940 sa proposition de disputer un match. La communication se fait par l'intermédiaire du consulat de Cuba à Marseille ; les négociations se poursuivent jusqu'en 1941 et l'entrée en guerre des États-Unis.
À la fin de mars 1941, Alekhine est autorisé à se rendre en Espagne. Il a l'espoir de partir au Brésil ou à New York. Sa quatrième épouse, Grace Alekhine, reste dans leur château près de Dieppe pour sauver les biens du champion. Pour délivrer un visa à Alekhine et protéger sa femme, née américaine et naturalisée britannique, les autorités allemandes d'occupation auraient alors demandé à Alekhine de rédiger plusieurs articles sur les échecs pour le quotidien allemand d'occupation en France Pariser Zeitung, parus sous son nom en mars 1941.
Quand Alekhine arrive à Lisbonne en avril 1941, il apprend que son projet de match avec Capablanca a échoué ; il devient malade et se remet à boire. À ce moment, les articles d'Alekhine sont repris avec d'importantes variantes dans la Deutsche Schachzeitung et dans d'autres journaux nazis comme Deutsche Zeitung in der Niederlanden, d'avril à juillet 1941, sous le titre « Échecs juifs et aryens », sous-titré « Une étude psychologique, fondée sur l'expérience échiquéenne, montrant le manque de force de conception et de courage des juifs, par le champion du monde des échecs, le Dr Alekhine ». Ces articles provoquent l'indignation dans le monde. Max Euwe refuse ensuite de participer aux tournois dans lesquels apparaît aussi Alekhine.
À la fin de la guerre, Alekhine est accusé d'avoir collaboré avec les Nazis pour protéger sa femme et sauver ses biens en France, notamment son château à Saint-Aubin-le-Cauf. Après la libération de la France en 1944, Alekhine affirma à plusieurs reprises que « pas une ligne » de ces articles n'était de sa main et qu'ils avaient été manipulés. Cependant, lors d'entretiens accordés pendant son séjour en Espagne en 1941, il aurait ajouté qu'il avait été « le premier à traiter des échecs d'un point de vue racial ». Dans ces articles, il écrivait que les « échecs aryens » étaient « des échecs agressifs » et considérait la défense comme la conséquence d'une erreur antérieure, et le fait que l'on pouvait gagner avec la « défense pure », un « concept sémitique ».
En septembre 1941, il quitte le Portugal pour disputer le deuxième tournoi Europa à Munich. De 1941 à 1943, il multiplie les tournois en Europe occupée : à Cracovie, Lublin et Varsovie (en 1941 et 1942), à Munich (1941 et 1942), à Salzbourg (en 1942 et 1943), à Prague (en 1942 et 1943) ainsi que des conférences et des exhibitions en Allemagne, Autriche, Pologne, Espagne et au Portugal.
De 1941 à 1944, il dispute dix tournois à cadence lente et termine six fois seul premier, trois fois premier ex æquo et ne concède qu'une deuxième place ex æquo lors du tournoi de Munich de septembre 1941, remporté par Gösta Stoltz. En 1942, il remporte le championnat européen organisé par les Allemands à Munich. Quelques jours après la fin du tournoi de Prague en décembre 1942, il donne quelques parties simultanées puis tombe malade et doit être hospitalisé pendant un mois ; les médecins diagnostiquent la scarlatine. En avril 1943, il remporte le tournoi de Prague avec le score de 17 / 19 (+15 =4) et 2,5 points d'avance sur Paul Keres. Il propose alors de disputer un match contre Keres, qui décline l'offre. En juin 1943, il gagne le tournoi de Salzbourg, ex æquo avec Keres et devant Bogolioubov.

### Dernières années (1944 à 1946)

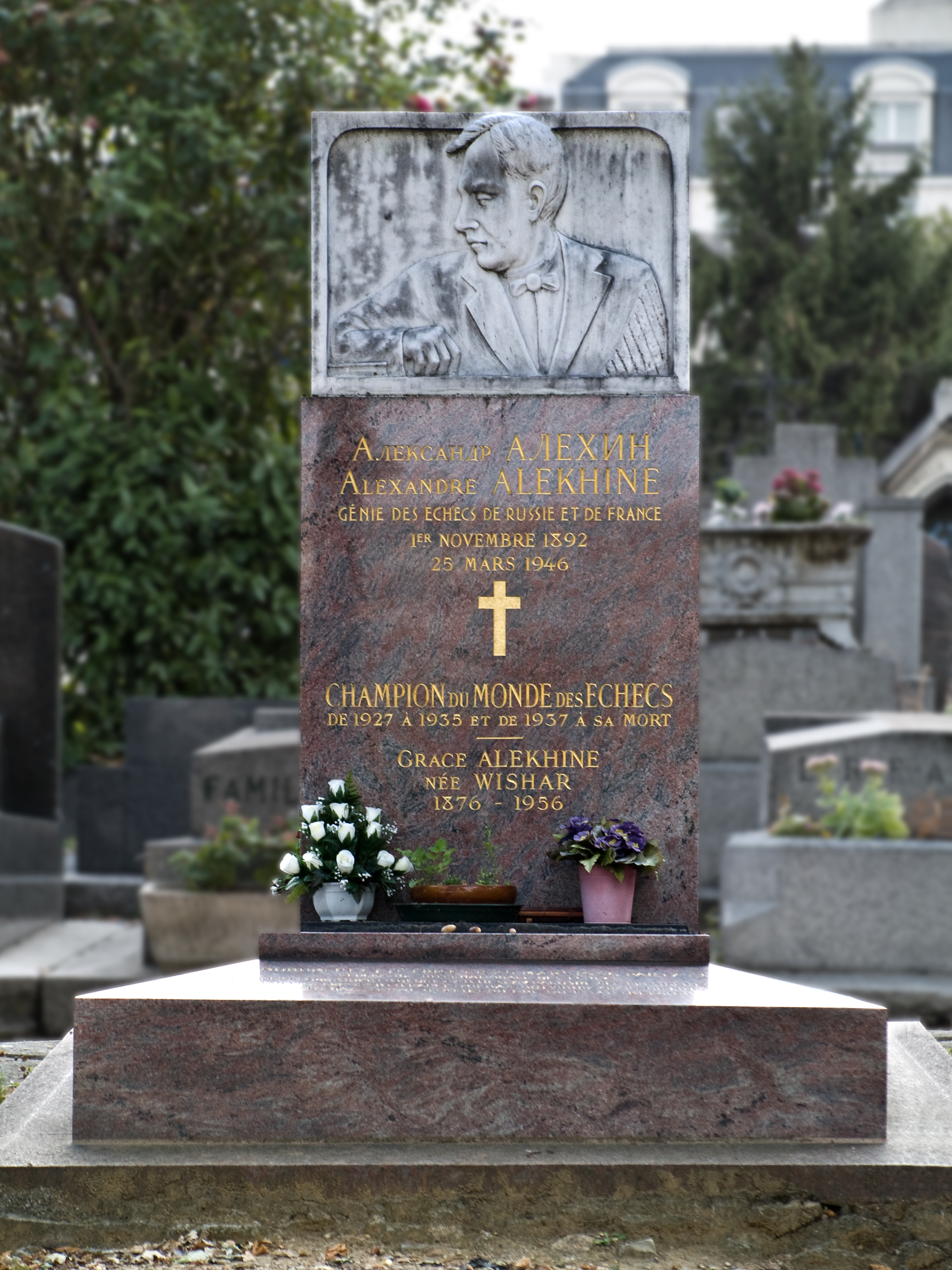
Tombe d'Alexandre Alekhine au cimetière du Montparnasse, à Paris.

À la fin de 1943, les bombardements alliés ne permettent plus d'organiser des tournois dans l'Europe occupée par les Allemands ; Paul Keres décline une proposition de match contre Alekhine.
Invité par la fédération espagnole, Alekhine quitte l'Europe occupée en octobre 1943 et arrive à Madrid le 15 octobre 1943. Par la suite, il ne quitte plus l'Espagne et le Portugal, alors que sa femme reste en France. Arrivé trop tard pour disputer le tournoi de Madrid, auquel il avait été invité, il dispute néanmoins un tournoi éclair (5 minutes pour toute la partie) et finit à la cinquième place des quatorze participants. Affaibli, il est interné dans un sanatorium pour résoudre ses problèmes d'alcool.
En 1944 et 1945, toujours sans sa femme, il poursuivit son activité en Espagne et au Portugal. Un médecin diagnostique une dépression nerveuse. En 1945, il reçoit une invitation pour disputer le tournoi de Hastings dans le sud de l'Angleterre, de décembre 1945 à janvier 1946. Cette invitation est ensuite retirée à la suite de l'opposition des fédérations néerlandaise et américaine.
Le 28 novembre 1945, il apprend que son invitation au tournoi de Londres 1946 a été résiliée. Reuben Fine et Max Euwe auraient protesté contre son admission, reprochant à Alekhine ses articles parus dans le Pariser Zeitung et son silence. Alekhine répond contre ces accusations par une lettre : il nie avoir écrit les articles et regrette de ne pouvoir se défendre à Londres. Fin décembre, choqué par ces nouvelles, il dispute son dernier tournoi à Cáceres et finit deuxième. Accompagné du vainqueur, Francisco Lupi, il part à Estoril au Portugal où les deux étaient invités par le casino de la ville pour disputer un match. Celui-ci eut lieu du 6 au 9 janvier 1946, remporté par Alekhine deux victoires à une plus une partie nulle. Il s'installe dans une pension à Estoril et, le 9 mars 1946, fait sa dernière apparition en public lors d'une partie simultanée à Lisbonne.

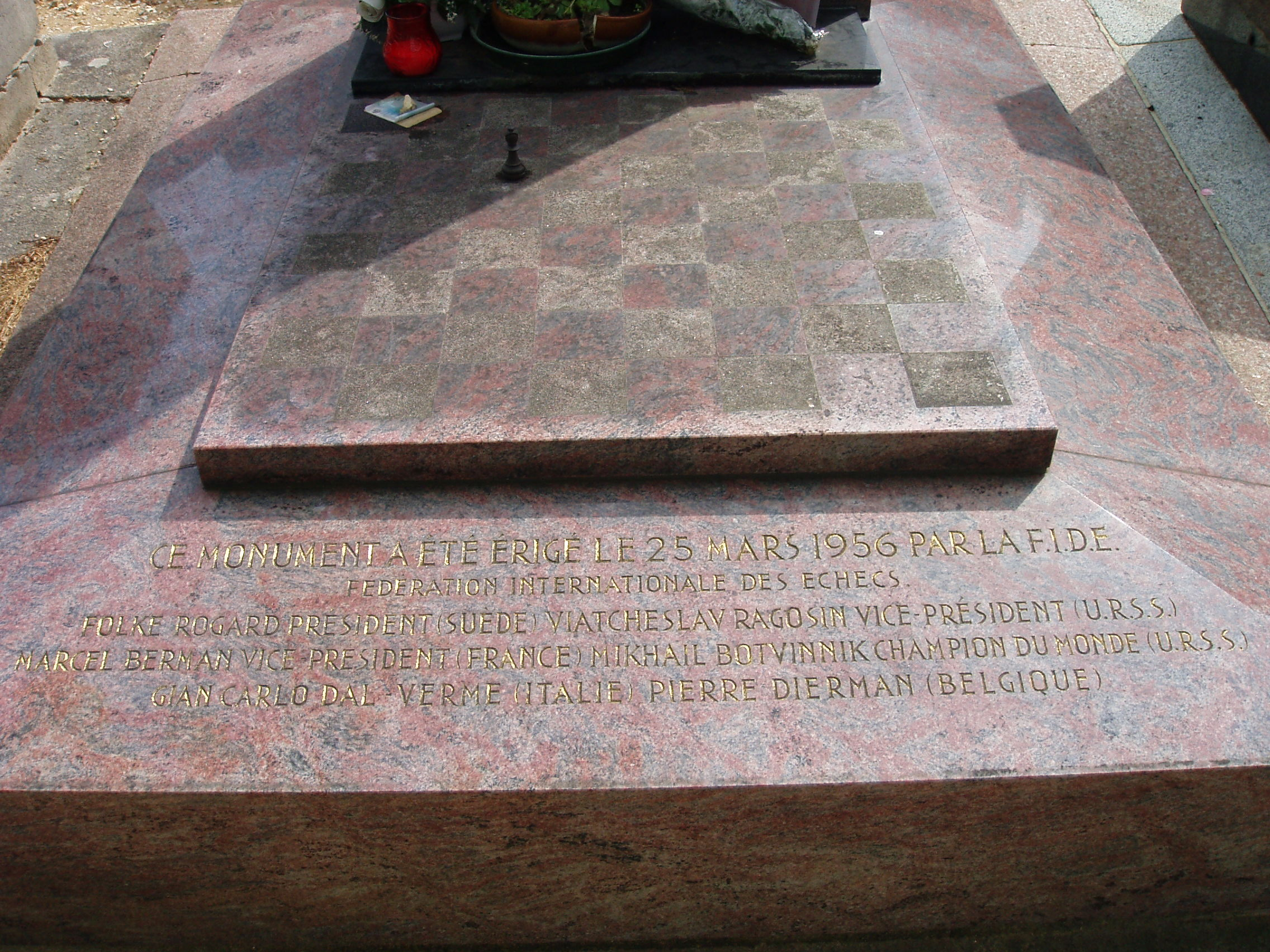
Détail de l'échiquier sur la tombe d'Alekhine.

Alexandre Alekhine meurt le 24 mars 1946 dans sa pension d'Estoril, dans des circonstances assez troubles, au moment même où un match de championnat du monde contre Mikhaïl Botvinnik allait être organisé. Début mars, Alekhine avait reçu la proposition de Botvinnik, écrite en février 1946 et, la veille de sa mort, le 23 mars, la fédération anglaise avait donné son accord pour patronner le match.
Il est enterré au cimetière de Lisbonne le 16 avril 1946. En 1956, ses cendres sont transférées au cimetière du Montparnasse à Paris, dans la 8e division. Sur sa tombe où son nom est gravé en caractères cyrilliques et romains, est représenté un échiquier. Un bas-relief représente également Alekhine devant un jeu d'échecs. Il est inscrit : « Génie des échecs de Russie et de France, 1892-1946. Champion du monde des échecs de 1927 à 1935, et de 1937 à sa mort ».

## Palmarès
Les tables suivantes donnent les résultats et les scores de Alexandre Alekhine dans les tournois et les matchs. La notation (+6 –4 =13) signifie : six victoires, quatre défaites et treize parties nulles.

### Tournois par correspondance (1902-1910)
De 1902 à 1910, Alekhine disputa plusieurs tournois par correspondance. Ses principaux résultats furent les suivants :
- 1905-1906 : vainqueur du 16e tournoi par correspondance du magazine Chakhmatnoïé Obozrenié (Шахматное обозрение) (+10 –1 =3).
- 1906-1907 : 4e-5e du premier tournoi par correspondance du Prince F. M. Chakhovskoï (+6 –1 =1).
- 1909-1910 : premier du 17e tournoi inachevé du magazine Chakhmatnoïé Obozrenié qui cessa sa parution en 1910 alors qu'Alekhine menait (+8 =2).

### 1907 – 1915
Alekhine disputa son premier tournoi sur l'échiquier à quatorze ans à Moscou (tournoi de printemps du club de Moscou) en juin 1907 ; le résultat ne nous est pas parvenu. Lors de son deuxième tournoi, le tournoi d'automne 1907-1908, remporté par Benjamin Blumenfeld, il termina 11e-13e (+4 –9 =1) tandis que son frère Alekseï finissait 4e-6e.

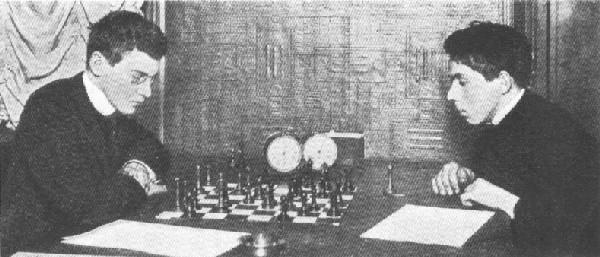
Alekhine (à gauche) face à Romanovski en 1909.

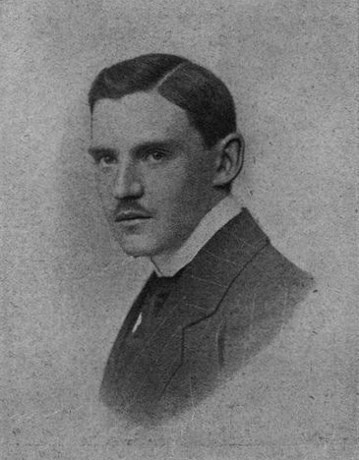
Portrait de Alekhine en 1913.

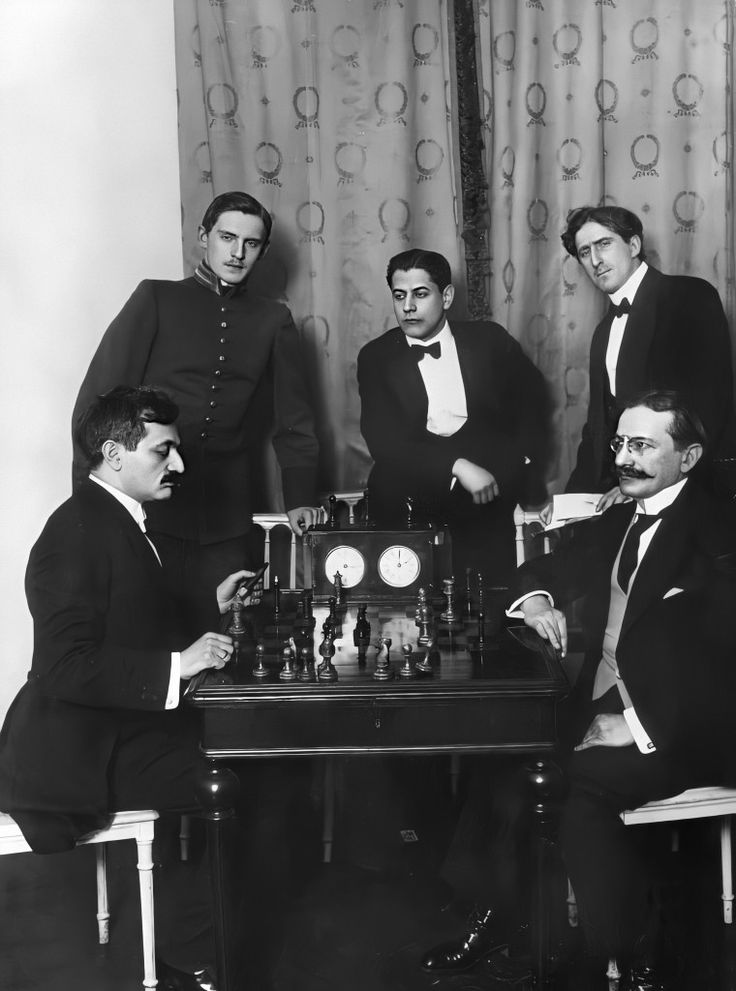
Alekhine (debout à gauche) à Saint-Pétersbourg en 1914.

| Année                                                       | Vainqueur | Deuxième à huitième |
| ----------------------------------------------------------- | --- | --- |
| 1908                                                        | Moscou (tournoi de printemps)(Düsseldorf) Match contre Bardeleben : 4,5-0,5(Moscou) Match contre Blumenfeld : 4,5-0,5 | Düsseldorf (4e-5e) : 9 / 13 (+8 –3 =2) (16e congrès allemand, tournoi A des non-maitres) (victoire de Köhnlein devant Wiarda)                                                            |
| 1908-1909 : Moscou (tournoi d'automne) : 6,5 / 9 (+5 –1 =3) | | |
| 1909                                                        | Tournoi pan-russe amateur (Saint-Pétersbourg) : 13 / 16 (+12 –2 =2)Sébastopol (tournoi triangulaire)Moscou (tournoi d'automne) : 6,5 / 7 (+6 =1)                                                                                             | Moscou (5e) : 6,5 / 10 (+6 –3 =1) (tournoi de printemps remporté par Goncharov) |
| 1910                                                        | 1909-1910 : Moscou (tournoi d'hiver) : 7 / 8 (+7 –1) | (Moscou) Partie exhibition contre Rubinstein : 0-1 Hambourg (7e-8e) : 9 / 13 (+8 –3 =2) (17e congrès allemand, tournoi des maitres) (victoire de Schlechter devant Duras et Nimzowitsch) |
| 1911                                                        | Moscou (tournoi avec handicap) : 9,5 / 11 | 1910-1911 : Moscou (2e-4e) : 10,5 / 14 (tournoi avec handicap remporté par Pavlov)Karlsbad (8e-11e) : 13,5 / 25 (+11 –9 =5) (victoire de Teichmann devant Rubinstein et Schlechter)      |
| 1912                                                        | Saint-Pétersbourg (tournoi d'hiver) (1er-2e) : 8 / 9 (+8 –1) (ex æquo avec E. Baashch)Saint-Pétersbourg (tournoi de printemps) : 7 / 9 (+6 –1 =2)Stockholm : 8,5 / 10 (+8 –1 =1)                                                             | Championnat de Russie (6e-7e) : 8,5 / 18 (+7 –8 =3) (Vilna, victoire de Rubinstein devant Bernstein et Levitski)                                                                         |
| 1913                                                        | (Saint-Pétersbourg) Match contre Levitski : 7-3 (+7 –3 =0)Saint-Pétersbourg : 2 / 3 (2-1) (ex æquo avec Levenfisch)Scheveningue : 11,5 / 13 (+11 –1 =1)(Paris et Londres) Match contre Edward Lasker : 3-0                                   | (Saint-Pétersbourg) Match exhibition contre Capablanca : 0–2 |
| 1914                                                        | Championnat de Russie (ex æquo avec Nimzowitch) (Saint-Pétersbourg) : 13,5 / 17 (+13 –3 =1)Paris : 2 / 3 (+2 –1) (ex æquo avec Marshall)Tournoi de maîtres de Mannheim : 9,5 / 11 (+9 –1 =1) (19e congrès allemand interrompu par la guerre) | Tournoi de Saint-Pétersbourg (3e) : 10 / 18 (+6 –4 =8) (victoire de Lasker devant Capablanca) Préliminaire (4e-5e) : 6 / 10 (+3 –1 =6) Finale (3e) : 4 / 8 (+3 –3 =2)                    |
| 1915                                                        | Tournoi du club de Moscou : 10,5 / 11 (+10 =1) | |

### 1918 – 1927: prétendant au championnat du monde
De 1918 à 1921, Alekhine fut invaincu en tournoi.

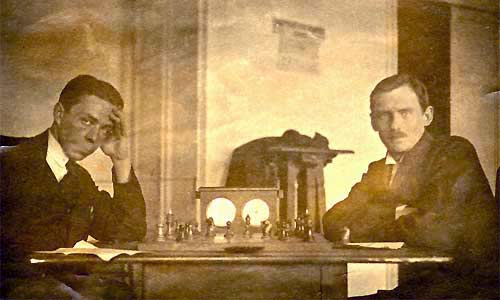
Alekhine (à droite) face à Romanovski en 1920

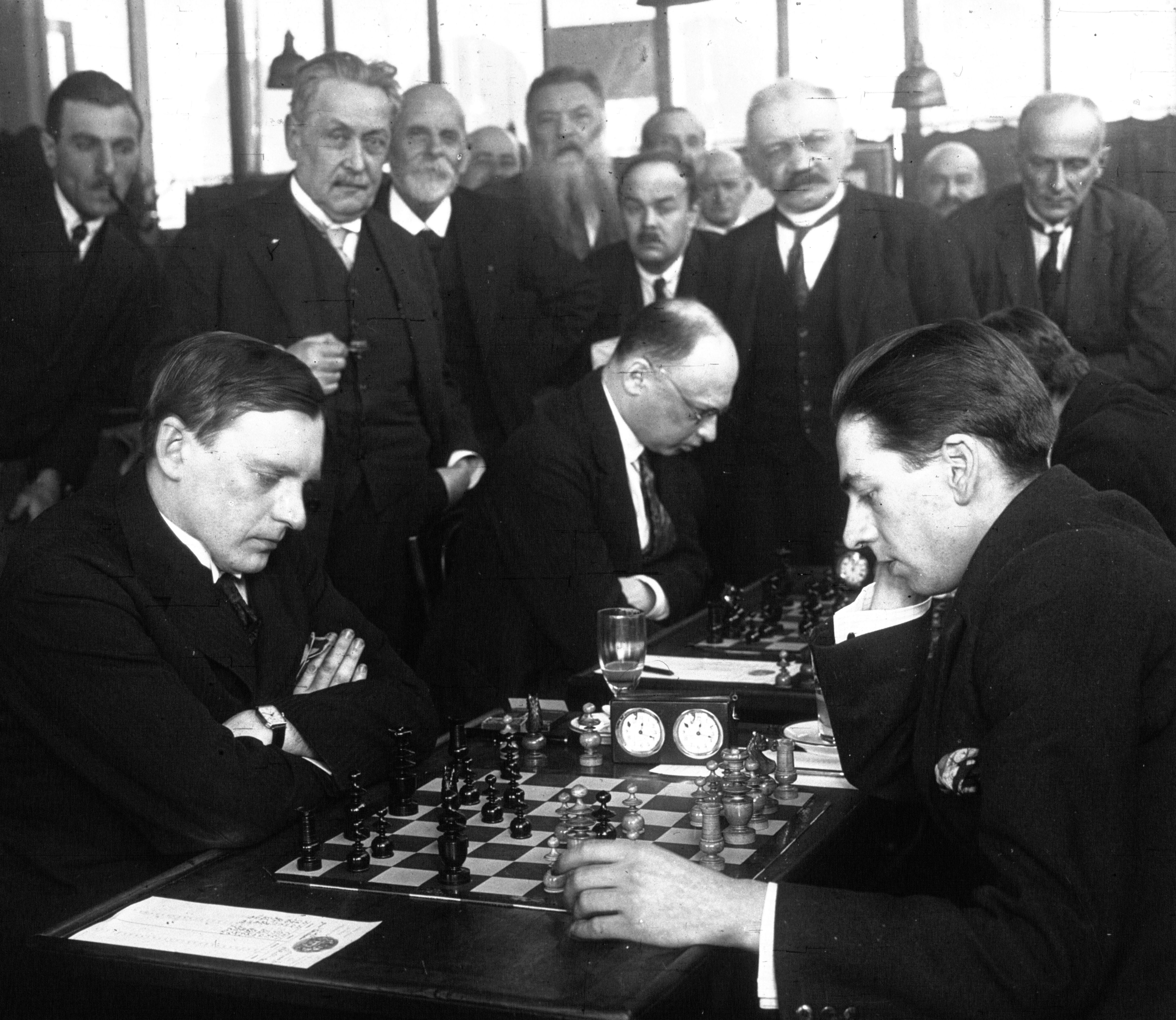
Alekhine face à Colle en 1925

| Année | Vainqueur ou ex æquo | Deuxième à quatrième |
| ----- | --- | --- |
| 1918  | Moscou : 4,5 / 6 (+3 =3) | |
| 1919  | 1919-1920 : Championnat de Moscou : 12 / 12 | |
| 1920  | Championnat de la RSFSR (Moscou) : 12 / 15 (+9 =6) | |
| 1921  | (Berlin) Matchs contre Teichmann : (+2 –2 =2) et 1,5–0,5Triberg : 7 / 8 (+6 =2) Budapest : 8,5 / 11 (+6 =5)La Haye : 8 / 9 (+7 =2)                            | |
| 1922  | Tournoi de Hastings (septembre) : 7,5 / 10 (+6 –1 =3) | Pistyan (2e-3e) : 14,5 / 18 (+12 –1 =5) (victoire de Bogolioubov devant Spielmann)Londres (2e après Capablanca) : 11,5 / 15 (+8 =7)Vienne (4e-6e) : 9 / 14 (+7 –3 =4) (victoire de Rubinstein devant Tartakover et Heinrich Wolf) |
| 1923  | Open de Portsmouth : 10,5 / 11Karlsbad (1er-3e) : 11,5 / 17 (+9 –3 =5) (ex æquo avec Bogolioubov et Maroczy)                                                  | Margate (2e-5e après Grünfeld) : 4,5 / 7 (+3 –1 =3) (ex æquo avec Bogoljubov, Michell et Muffang) |
| 1924  | | Tournoi de New York (3e) : 12 / 20 (+6 –2 =12) (victoire de Lasker devant Capablanca) |
| 1925  | Paris : 6,5 / 8 (+5 =3)Berne : 4 / 6 (+3 –1 =2)Baden-Baden : 16 / 20 (+12 =8)1925-1926 : Hastings : 8,5 / 9 (ex æquo avec Vidmar)                             | |
| 1926  | Scarborough : 5,5 / 6, départage contre Colle (2-0)Birmingham : 5 / 5 Buenos Aires : 10 / 101926-1927 : (Pays-Bas) Match contre Max Euwe : 5,5–4,5 (+3 –2 =5) | Semmering (2e après Spielmann) : 12,5 / 17 (+11 –3 =3) Dresde (2e derrière Nimzowitsch) : 7 / 9 (+5 =4) |
| 1927  | Kecskemét : 12 / 16 (+8 =8)Championnat du monde contre Capablanca (Buenos Aires) : 18,5–15,5 (+6 –3 =25)                                                      | New-York (2e après Capablanca) : 11,5 / 20 (+5 –2 =13) |

### 1928 – 1935: champion du monde

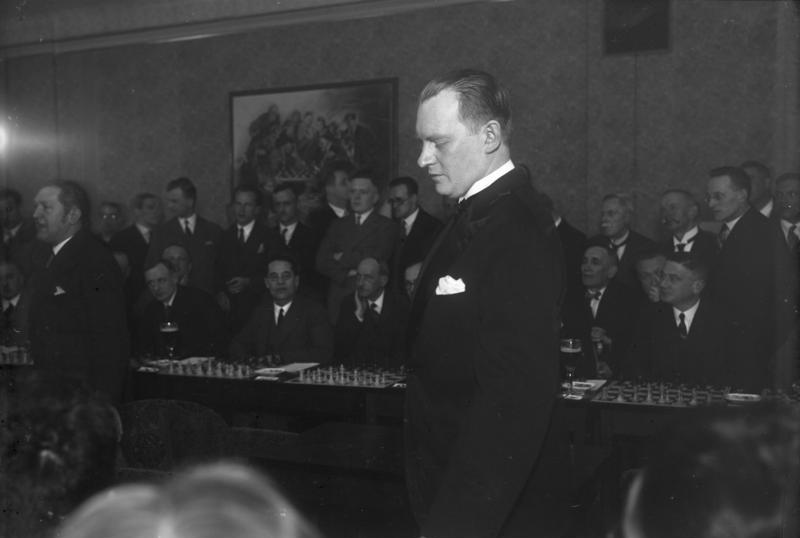
Alekhine donnant une simultanée à Berlin en 1930.

En janvier 1928, Alexandre Alekhine était de retour en Europe. L'année 1928 fut consacrée à un tour d'Europe où le champion du monde disputa de nombreuses parties simultanées.
Après sa défaite contre Nimzowitch lors du tournoi de New York 1927, Alekhine fut invaincu en tournoi (en excluant le match contre Bogoljubov) jusqu'à l'olympiade de Prague en 1931 où il concéda une défaite, réalisant une série de 80 parties sans défaite (cinquante victoires et trente parties nulles : +50 =30, 81,25 %). Après sa partie perdue contre Hermann Mattison à l'olympiade, il porta son score en tournoi au total de (+74 –1 =38, soit 82,3 %) jusqu'au tournoi de Londres 1932.
De 1929 à 1933 (avant le tournoi de Hastings 1933-1934), Alekhine termina premier (seul ou ex æquo) de tous les tournois ou matchs auxquels il participa.
En 1925, 1935 et 1936, Alekhine refusa de participer aux tournois internationaux disputés à Moscou.

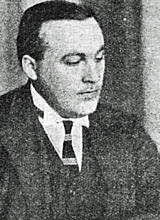
Efim Bogolioubov;

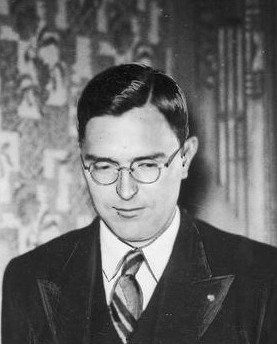
Max Euwe en 1937.

| Année | Vainqueur | Deuxième |
| ----- | --- | --- |
| 1929  | Bradley Beach (New Jersey) : 8,5 / 9 (+8 =1)Championnat du monde contre Bogolioubov (Allemagne et Pays-Bas) : 15,5–9,5 (+11 −5 =9)            | |
| 1930  | San Remo : 14 / 15 (+13 =2) | |
| 1931  | Nice (tournoi par consultation) : 6 / 8 (+4 =4)Olympiade de Prague : 13,5 / 18 (+10 –1 =7)Bled : 20,5 / 26 (15 =11)                           | |
| 1932  | Tournoi de Londres : 9 / 11 (+7 =4)Berne, : 12,5 / 15 (11 –1 =3)Pasadena : 8,5 / 11 (+7 –1 =3)Mexico : 8,5 / 9 (+8 =1) (ex æquo avec Kashdan) | |
| 1933  | Olympiade de Folkestone : 9,5 / 12 (+8 –1 =3)Paris : 8 / 9 (+7 =2)                                                                            | 1933-1934 : Tournoi de Hastings (2e-3e) : 6,5 / 9 (+4 =5) (victoire de Flohr devant Lilienthal)                                                      |
| 1934  | Rotterdam : 4,5 / 6 (+3 =3)Championnat du monde contre Bogolioubov (Allemagne) : 15,5–10,5 (+8 –3 =15)Tournoi de Zurich : 13 / 15 (12 –1 =2)  | 1933-1934 : Tournoi de Hastings (2e-3e) : 6,5 / 9 (+4 =5) (victoire de Flohr devant Lilienthal)                                                      |
| 1935  | Örebro : 8,5 / 9 (+8 =1) | Olympiade de Varsovie (2e) : 12 / 17 (+7 =10) (médaille d'or remportée par Flohr)Championnat du monde contre Euwe (Pays-Bas) : 14,5-15,5 (+8 –9 =13) |

### 1936 – 1946: la reconquête du titre de champion du monde
Le tournoi de Nottingham 1936 fut le seul tournoi disputé après 1912 où Alekhine ne termina pas parmi les quatre premiers.
Après avoir regagné le titre de champion du monde lors du long match contre Euwe (octobre – décembre 1937), Alekhine remporta tous les tournois importants auxquels il participa à l'exception du tournoi AVRO 1938, du tournoi de Munich 1941 et du tournoi de Gijón 1945 (Alekhine était déjà malade). De 1935 à 1943, le score de Alekhine contre Paul Keres, le vainqueur du tournoi AVRO, fut de 5 victoires, sept nulles et une seule défaite (à Margate en 1938) ; pendant la guerre (1940-1943), il marqua trois victoires et trois nulles contre Keres.
| Année | Seul vainqueur ou covainqueur | Deuxième à sixième |
| ----- | --- | --- |
| 1936  | Bad Nauheim : 7,5 / 9 (+4 =5) (ex æquo avec Keres)Dresde : 6,5 / 9 (+5 –1 =3) (devant Engels, Maroczy, Stahlberg, Bogoljubov et Sämisch)Amsterdam (tournoi ASB) : 2 / 3 (+2 –1 =0) (ex æquo avec Landau) | Poděbrady (2e après Flohr) : 12,5 / 17 (+8 =9)Nottingham (6e) : 9 / 14 (+6 –2 =6) (victoire de Botvinnik et Capablanca)Amsterdam (3e) : 4,5 / 7 (+3 –1 =3) (tournoi Arbeiderspers, victoire de Euwe et Fine)                                                   |
| 1937  | 1936-1937 : Tournoi de Hastings : 8 / 9 (+7 =2) Tournoi de Nice : 2,5 / 3 (+2 =1) Championnat du monde contre Euwe (Pays-Bas) : 15,5-9,5 (+10 –4 =11)                                                    | Margate (3e) : 6 / 7 (+6 –1) (victoire de Fine et Keres)Kemeri (4e-5e) : 11,5 / 17 (+7 –1 =9) (victoire de Flohr, Petrovs et Reshevsky devant Kéres)Bad Nauheim-Stuttgart-Garmisch (2e-3e) : 3,5 / 6 (+3 –2 =1) (tournoi remporté par Euwe devant Bogolioubov) |
| 1938  | Montevideo : 13 / 15 (+11 =4) Margate : 7 / 9 (+6 –1 =2)Plymouth : 6 / 7 (+5 =2) (ex æquo avec G. Thomas)                                                                                                | Tournoi AVRO (4e-6e) : 7 / 14 (+3 –3 =8) (Pays-Bas, victoire de Kéres et Fine devant Botvinnik) |
| 1939  | Caracas (entraînement) : 10 / 10Montevideo : 7 / 7 | Olympiade de Buenos Aires (2e) : 12,5 / 16 (+9 =7) (médaille d'or remportée par Capablanca) |
|       | | |
| 1941  | Madrid : 5 / 5Cracovie-Varsovie : 8,5 / 11 (+6 =5) (ex æquo avec Schmidt) | Munich (2e-3e) : 10,5 / 15 (+8 –2 =5) (tournoi remporté par Stoltz : 12 / 15 devant Lundin) |
| 1942  | Salzbourg : 8 / 10 (+7 –1 =2)Munich : 8,5 / 11 (+7 –1 =3)Varsovie-Lublin-Cracovie : 7,5 / 10 (+6 –1 =3)Prague : 8,5 / 11 (+6 =5) (ex æquo avec Klaus Junge)                                              | |
| 1943  | (Varsovie) Match contre Bogolioubov : 1-1 (+1 –1 =0)Prague : 17 / 19 (+15 =4)Salzbourg : 7,5 / 10 (+5 =5) (ex æquo avec Keres)                                                                           | Madrid (tournoi éclair (5 min), 5e) : 16 / 26 (+16 –10 =0) (victoire de Keres devant Perez, Sämisch et Fuentes) |
| 1944  | (Saragosse) Match contre Rey Ardid : 2,5–1,5 (+1 -0 =3)Gijón : 8,5 / 9 (+8 =1) | |
| 1945  | Madrid (entrainement) : 8,5 / 9 (+8 =1)Sabadell : 7,5 / 9 (+6 =3) Melilla : 6,5 / 7 (+6 =1)Almeria : 5,5 / 8 (+4 –1 =3) (ex æquo avec F. Lopez Nunez)                                                    | Gijon (2e-3e) : 6,5 / 9 (+6 –2 =1) (victoire de Rico devant Medina) Caceres (2e derrière Francisco Lupi) : 3,5 / 5 (+3 –1 =1) |
| 1946  | (Estoril) Match contre Lupi : 2,5–1,5 (+2 –1 =1) | |

### Olympiades d'échecs
Alekhine joua à cinq reprises pour l'équipe de France lors des olympiades : en 1930, 1931, 1933, 1935 et 1939. Il marqua 78,5 % des points possibles (56,5 points sur 72), un des meilleurs pourcentages des joueurs français lors des olympiades (seuls deux joueurs ont un meilleur pourcentage avec 2 victoires sur deux parties disputées).
En 1930, il remporta toutes ses parties lors de l'Olympiade de Hambourg (9 points sur 9) mais la médaille d'or revint à Rubinstein sur la base du nombre de points marqués : 15 points sur 17 (+13 =4) ; Alekhine remporta le premier prix de beauté en 1930 pour sa victoire sur Gideon Ståhlberg.
Lors des deux olympiades suivantes, en 1931 et en 1933, Alekhine remporta la médaille d'or individuelle et ne concéda qu'une défaite à chaque fois : contre Hermann Mattison, à Prague en 1931 (sur dix-huit parties) et contre Tartakover à Folkestone en 1933 (sur douze parties).
En 1935 (à Varsovie) et 1939 (à Buenos Aires), il obtint la médaille d'argent sans perdre une partie.
La France ne participait pas à l'olympiade d'échecs de 1937 disputée en Suède. À Buenos-Aires, en 1939, Alekhine marqua 12,5 points sur 16 (sans perdre une partie) et Capablanca 11,5. Cependant, seul le résultat en finale comptait pour le classement individuel et là, le champion cubain marqua 8,5 sur 11 (soit 77,27 %) et Alekhine seulement 7,5 points sur 10 parties (75 %). Le Français finit seulement deuxième. Lors de la rencontre France - Cuba, Alekhine se présenta une demi-heure en avance mais Capablanca se fit remplacer et Alekhine gagna sa partie. Finalement la France termina dixième de l'olympiade et Cuba onzième.

### Tournois rapides
- 1921 : Berlin
- 1925 : Paris (1er-2e)
- 1929 : Venise (+7 =1)
- 1930 : Ljubljana (1er-2e) (+6 –1)
- 1931 : Zagreb
- 1942 : Vienne

### Matchs exhibition et matchs d'entraînement
Cette liste comprend les matchs exhibition disputés en moins de quatre parties et les matchs d'entraînement.
- 1908
  - Munich (septembre), match contre Hans Fahrni (+1 –1 =1)
  - Moscou (octobre), match contre Vladimir Nenarokov (0-3)
- 1913
  - (septembre) Paris (deux parties) et Londres (une partie), match contre Edward Lasker (3-0)
  - (décembre) Saint-Pétersbourg, match exhibition contre Capablanca (0-2)
- 1914 : Moscou, partie exhibition contre Emanuel Lasker (½ - ½)
- 1916 : Kiev, match contre A. Evanson (+2 –1 =0)
- 1920 : Moscou, match d'entraînement contre Nikolaï Pavlov-Pianov (+1 –1 =0)
- 1921
  - Moscou (mars), match d'entraînement contre Nikolaï Grigoriev (+2 -0 =5)
  - Berlin (juin), match thématique contre Richard Teichmann (1,5 - 0,5, +1 -0 =1)
  - Berlin (juin), match contre Sämisch (2-0)
  - Triberg (juin-juillet), match d'entraînement contre Bogolioubov (+1 –1 =2) ; ce match, disputé avant le tournoi de Triberg, fut tenu secret par les deux joueurs.
- 1922 :
  - Paris (février), matchs contre Ossip Bernstein (1½ - ½) et contre Arnold Aurbach (1½ - ½)
  - Madrid (mai), match exhibition contre Manuel Golmayo (1½ - ½)
- 1923 : Paris, match d'entraînement contre André Muffang (2-0)
- 1927 : New York, match exhibition contre Charles Jaffe (2-0)
- 1933 : San Juan, match exhibition contre Rafael Cintron (4-0)
- 1941 : Vitoria, match contre Lopez Esnaola (2-0)
- 1943 : Varsovie, match contre Bogolioubov (+1 –1 =0)
- 1944 : Saragosse, match contre Rey Ardid (+1 –0 =3)

## Exemples de parties

### Alekhine – Feldt, Tarnopol, 1916 (partie à l'aveugle)
Pendant la Première Guerre mondiale, Alexandre Alekhine, alors brancardier à la Croix-Rouge, reste en convalescence à l'hôpital de Tarnopol (Pologne) à la suite d'une blessure reçue. Pour passer le temps, il joue aux échecs avec les autres patients. Il y pratique l'une de ses spécialités : les parties à l'aveugle ; alors que tous ses adversaires voient l'échiquier, lui ne le voit que dans sa tête. Il doit donc non seulement calculer les coups possibles mais aussi maintenir en mémoire la position actuelle des pièces.
Dans la partie à l'aveugle qui suit, il effectue un ballet au centre de l'échiquier qui matera le roi adverse. Jouant contre cinq adversaires à la fois (en consultation), la combinaison qu'il joue est devenue mondialement célèbre.
Alexandre Alekhine – M von Feldt, Tarnopol, 1916, Défense française : 

1. e4 e6 2. d4 d5 3. Cc3 Cf6 4. exd5 Cxd5 5. Ce4 f5
C'est par cette façon spectaculaire qu'Alekhine s'y prend pour gagner, ce qui rend cette partie unique.
|   | a | b | c | d | e | f | g | h |   |
| 8 | Tour noire sur case blanche a8 · Dame noire sur case noire d8 · Tour noire sur case blanche e8 · Roi noir sur case blanche g8 · Pion noir sur case noire a7 · Fou noir sur case blanche b7 · Cavalier noir sur case blanche d7 · Fou noir sur case noire e7 · Pion noir sur case noire g7 · Pion noir sur case blanche h7 · Pion noir sur case noire b6 · Pion noir sur case blanche e6 · Cavalier noir sur case noire f6 · Pion noir sur case noire c5 · Cavalier blanc sur case noire e5 · Pion noir sur case blanche f5 · Pion blanc sur case blanche c4 · Pion blanc sur case noire d4 · Fou blanc sur case noire f4 · Fou blanc sur case blanche d3 · Cavalier blanc sur case blanche f3 · Pion blanc sur case blanche a2 · Pion blanc sur case noire b2 · Dame blanche sur case blanche e2 · Pion blanc sur case noire f2 · Pion blanc sur case blanche g2 · Pion blanc sur case noire h2 · Tour blanche sur case noire a1 · Tour blanche sur case blanche f1 · Roi blanc sur case noire g1 | Tour noire sur case blanche a8 · Dame noire sur case noire d8 · Tour noire sur case blanche e8 · Roi noir sur case blanche g8 · Pion noir sur case noire a7 · Fou noir sur case blanche b7 · Cavalier noir sur case blanche d7 · Fou noir sur case noire e7 · Pion noir sur case noire g7 · Pion noir sur case blanche h7 · Pion noir sur case noire b6 · Pion noir sur case blanche e6 · Cavalier noir sur case noire f6 · Pion noir sur case noire c5 · Cavalier blanc sur case noire e5 · Pion noir sur case blanche f5 · Pion blanc sur case blanche c4 · Pion blanc sur case noire d4 · Fou blanc sur case noire f4 · Fou blanc sur case blanche d3 · Cavalier blanc sur case blanche f3 · Pion blanc sur case blanche a2 · Pion blanc sur case noire b2 · Dame blanche sur case blanche e2 · Pion blanc sur case noire f2 · Pion blanc sur case blanche g2 · Pion blanc sur case noire h2 · Tour blanche sur case noire a1 · Tour blanche sur case blanche f1 · Roi blanc sur case noire g1 | Tour noire sur case blanche a8 · Dame noire sur case noire d8 · Tour noire sur case blanche e8 · Roi noir sur case blanche g8 · Pion noir sur case noire a7 · Fou noir sur case blanche b7 · Cavalier noir sur case blanche d7 · Fou noir sur case noire e7 · Pion noir sur case noire g7 · Pion noir sur case blanche h7 · Pion noir sur case noire b6 · Pion noir sur case blanche e6 · Cavalier noir sur case noire f6 · Pion noir sur case noire c5 · Cavalier blanc sur case noire e5 · Pion noir sur case blanche f5 · Pion blanc sur case blanche c4 · Pion blanc sur case noire d4 · Fou blanc sur case noire f4 · Fou blanc sur case blanche d3 · Cavalier blanc sur case blanche f3 · Pion blanc sur case blanche a2 · Pion blanc sur case noire b2 · Dame blanche sur case blanche e2 · Pion blanc sur case noire f2 · Pion blanc sur case blanche g2 · Pion blanc sur case noire h2 · Tour blanche sur case noire a1 · Tour blanche sur case blanche f1 · Roi blanc sur case noire g1 | Tour noire sur case blanche a8 · Dame noire sur case noire d8 · Tour noire sur case blanche e8 · Roi noir sur case blanche g8 · Pion noir sur case noire a7 · Fou noir sur case blanche b7 · Cavalier noir sur case blanche d7 · Fou noir sur case noire e7 · Pion noir sur case noire g7 · Pion noir sur case blanche h7 · Pion noir sur case noire b6 · Pion noir sur case blanche e6 · Cavalier noir sur case noire f6 · Pion noir sur case noire c5 · Cavalier blanc sur case noire e5 · Pion noir sur case blanche f5 · Pion blanc sur case blanche c4 · Pion blanc sur case noire d4 · Fou blanc sur case noire f4 · Fou blanc sur case blanche d3 · Cavalier blanc sur case blanche f3 · Pion blanc sur case blanche a2 · Pion blanc sur case noire b2 · Dame blanche sur case blanche e2 · Pion blanc sur case noire f2 · Pion blanc sur case blanche g2 · Pion blanc sur case noire h2 · Tour blanche sur case noire a1 · Tour blanche sur case blanche f1 · Roi blanc sur case noire g1 | Tour noire sur case blanche a8 · Dame noire sur case noire d8 · Tour noire sur case blanche e8 · Roi noir sur case blanche g8 · Pion noir sur case noire a7 · Fou noir sur case blanche b7 · Cavalier noir sur case blanche d7 · Fou noir sur case noire e7 · Pion noir sur case noire g7 · Pion noir sur case blanche h7 · Pion noir sur case noire b6 · Pion noir sur case blanche e6 · Cavalier noir sur case noire f6 · Pion noir sur case noire c5 · Cavalier blanc sur case noire e5 · Pion noir sur case blanche f5 · Pion blanc sur case blanche c4 · Pion blanc sur case noire d4 · Fou blanc sur case noire f4 · Fou blanc sur case blanche d3 · Cavalier blanc sur case blanche f3 · Pion blanc sur case blanche a2 · Pion blanc sur case noire b2 · Dame blanche sur case blanche e2 · Pion blanc sur case noire f2 · Pion blanc sur case blanche g2 · Pion blanc sur case noire h2 · Tour blanche sur case noire a1 · Tour blanche sur case blanche f1 · Roi blanc sur case noire g1 | Tour noire sur case blanche a8 · Dame noire sur case noire d8 · Tour noire sur case blanche e8 · Roi noir sur case blanche g8 · Pion noir sur case noire a7 · Fou noir sur case blanche b7 · Cavalier noir sur case blanche d7 · Fou noir sur case noire e7 · Pion noir sur case noire g7 · Pion noir sur case blanche h7 · Pion noir sur case noire b6 · Pion noir sur case blanche e6 · Cavalier noir sur case noire f6 · Pion noir sur case noire c5 · Cavalier blanc sur case noire e5 · Pion noir sur case blanche f5 · Pion blanc sur case blanche c4 · Pion blanc sur case noire d4 · Fou blanc sur case noire f4 · Fou blanc sur case blanche d3 · Cavalier blanc sur case blanche f3 · Pion blanc sur case blanche a2 · Pion blanc sur case noire b2 · Dame blanche sur case blanche e2 · Pion blanc sur case noire f2 · Pion blanc sur case blanche g2 · Pion blanc sur case noire h2 · Tour blanche sur case noire a1 · Tour blanche sur case blanche f1 · Roi blanc sur case noire g1 | Tour noire sur case blanche a8 · Dame noire sur case noire d8 · Tour noire sur case blanche e8 · Roi noir sur case blanche g8 · Pion noir sur case noire a7 · Fou noir sur case blanche b7 · Cavalier noir sur case blanche d7 · Fou noir sur case noire e7 · Pion noir sur case noire g7 · Pion noir sur case blanche h7 · Pion noir sur case noire b6 · Pion noir sur case blanche e6 · Cavalier noir sur case noire f6 · Pion noir sur case noire c5 · Cavalier blanc sur case noire e5 · Pion noir sur case blanche f5 · Pion blanc sur case blanche c4 · Pion blanc sur case noire d4 · Fou blanc sur case noire f4 · Fou blanc sur case blanche d3 · Cavalier blanc sur case blanche f3 · Pion blanc sur case blanche a2 · Pion blanc sur case noire b2 · Dame blanche sur case blanche e2 · Pion blanc sur case noire f2 · Pion blanc sur case blanche g2 · Pion blanc sur case noire h2 · Tour blanche sur case noire a1 · Tour blanche sur case blanche f1 · Roi blanc sur case noire g1 | Tour noire sur case blanche a8 · Dame noire sur case noire d8 · Tour noire sur case blanche e8 · Roi noir sur case blanche g8 · Pion noir sur case noire a7 · Fou noir sur case blanche b7 · Cavalier noir sur case blanche d7 · Fou noir sur case noire e7 · Pion noir sur case noire g7 · Pion noir sur case blanche h7 · Pion noir sur case noire b6 · Pion noir sur case blanche e6 · Cavalier noir sur case noire f6 · Pion noir sur case noire c5 · Cavalier blanc sur case noire e5 · Pion noir sur case blanche f5 · Pion blanc sur case blanche c4 · Pion blanc sur case noire d4 · Fou blanc sur case noire f4 · Fou blanc sur case blanche d3 · Cavalier blanc sur case blanche f3 · Pion blanc sur case blanche a2 · Pion blanc sur case noire b2 · Dame blanche sur case blanche e2 · Pion blanc sur case noire f2 · Pion blanc sur case blanche g2 · Pion blanc sur case noire h2 · Tour blanche sur case noire a1 · Tour blanche sur case blanche f1 · Roi blanc sur case noire g1 | 8 |
| 7 | Tour noire sur case blanche a8 · Dame noire sur case noire d8 · Tour noire sur case blanche e8 · Roi noir sur case blanche g8 · Pion noir sur case noire a7 · Fou noir sur case blanche b7 · Cavalier noir sur case blanche d7 · Fou noir sur case noire e7 · Pion noir sur case noire g7 · Pion noir sur case blanche h7 · Pion noir sur case noire b6 · Pion noir sur case blanche e6 · Cavalier noir sur case noire f6 · Pion noir sur case noire c5 · Cavalier blanc sur case noire e5 · Pion noir sur case blanche f5 · Pion blanc sur case blanche c4 · Pion blanc sur case noire d4 · Fou blanc sur case noire f4 · Fou blanc sur case blanche d3 · Cavalier blanc sur case blanche f3 · Pion blanc sur case blanche a2 · Pion blanc sur case noire b2 · Dame blanche sur case blanche e2 · Pion blanc sur case noire f2 · Pion blanc sur case blanche g2 · Pion blanc sur case noire h2 · Tour blanche sur case noire a1 · Tour blanche sur case blanche f1 · Roi blanc sur case noire g1 | Tour noire sur case blanche a8 · Dame noire sur case noire d8 · Tour noire sur case blanche e8 · Roi noir sur case blanche g8 · Pion noir sur case noire a7 · Fou noir sur case blanche b7 · Cavalier noir sur case blanche d7 · Fou noir sur case noire e7 · Pion noir sur case noire g7 · Pion noir sur case blanche h7 · Pion noir sur case noire b6 · Pion noir sur case blanche e6 · Cavalier noir sur case noire f6 · Pion noir sur case noire c5 · Cavalier blanc sur case noire e5 · Pion noir sur case blanche f5 · Pion blanc sur case blanche c4 · Pion blanc sur case noire d4 · Fou blanc sur case noire f4 · Fou blanc sur case blanche d3 · Cavalier blanc sur case blanche f3 · Pion blanc sur case blanche a2 · Pion blanc sur case noire b2 · Dame blanche sur case blanche e2 · Pion blanc sur case noire f2 · Pion blanc sur case blanche g2 · Pion blanc sur case noire h2 · Tour blanche sur case noire a1 · Tour blanche sur case blanche f1 · Roi blanc sur case noire g1 | Tour noire sur case blanche a8 · Dame noire sur case noire d8 · Tour noire sur case blanche e8 · Roi noir sur case blanche g8 · Pion noir sur case noire a7 · Fou noir sur case blanche b7 · Cavalier noir sur case blanche d7 · Fou noir sur case noire e7 · Pion noir sur case noire g7 · Pion noir sur case blanche h7 · Pion noir sur case noire b6 · Pion noir sur case blanche e6 · Cavalier noir sur case noire f6 · Pion noir sur case noire c5 · Cavalier blanc sur case noire e5 · Pion noir sur case blanche f5 · Pion blanc sur case blanche c4 · Pion blanc sur case noire d4 · Fou blanc sur case noire f4 · Fou blanc sur case blanche d3 · Cavalier blanc sur case blanche f3 · Pion blanc sur case blanche a2 · Pion blanc sur case noire b2 · Dame blanche sur case blanche e2 · Pion blanc sur case noire f2 · Pion blanc sur case blanche g2 · Pion blanc sur case noire h2 · Tour blanche sur case noire a1 · Tour blanche sur case blanche f1 · Roi blanc sur case noire g1 | Tour noire sur case blanche a8 · Dame noire sur case noire d8 · Tour noire sur case blanche e8 · Roi noir sur case blanche g8 · Pion noir sur case noire a7 · Fou noir sur case blanche b7 · Cavalier noir sur case blanche d7 · Fou noir sur case noire e7 · Pion noir sur case noire g7 · Pion noir sur case blanche h7 · Pion noir sur case noire b6 · Pion noir sur case blanche e6 · Cavalier noir sur case noire f6 · Pion noir sur case noire c5 · Cavalier blanc sur case noire e5 · Pion noir sur case blanche f5 · Pion blanc sur case blanche c4 · Pion blanc sur case noire d4 · Fou blanc sur case noire f4 · Fou blanc sur case blanche d3 · Cavalier blanc sur case blanche f3 · Pion blanc sur case blanche a2 · Pion blanc sur case noire b2 · Dame blanche sur case blanche e2 · Pion blanc sur case noire f2 · Pion blanc sur case blanche g2 · Pion blanc sur case noire h2 · Tour blanche sur case noire a1 · Tour blanche sur case blanche f1 · Roi blanc sur case noire g1 | Tour noire sur case blanche a8 · Dame noire sur case noire d8 · Tour noire sur case blanche e8 · Roi noir sur case blanche g8 · Pion noir sur case noire a7 · Fou noir sur case blanche b7 · Cavalier noir sur case blanche d7 · Fou noir sur case noire e7 · Pion noir sur case noire g7 · Pion noir sur case blanche h7 · Pion noir sur case noire b6 · Pion noir sur case blanche e6 · Cavalier noir sur case noire f6 · Pion noir sur case noire c5 · Cavalier blanc sur case noire e5 · Pion noir sur case blanche f5 · Pion blanc sur case blanche c4 · Pion blanc sur case noire d4 · Fou blanc sur case noire f4 · Fou blanc sur case blanche d3 · Cavalier blanc sur case blanche f3 · Pion blanc sur case blanche a2 · Pion blanc sur case noire b2 · Dame blanche sur case blanche e2 · Pion blanc sur case noire f2 · Pion blanc sur case blanche g2 · Pion blanc sur case noire h2 · Tour blanche sur case noire a1 · Tour blanche sur case blanche f1 · Roi blanc sur case noire g1 | Tour noire sur case blanche a8 · Dame noire sur case noire d8 · Tour noire sur case blanche e8 · Roi noir sur case blanche g8 · Pion noir sur case noire a7 · Fou noir sur case blanche b7 · Cavalier noir sur case blanche d7 · Fou noir sur case noire e7 · Pion noir sur case noire g7 · Pion noir sur case blanche h7 · Pion noir sur case noire b6 · Pion noir sur case blanche e6 · Cavalier noir sur case noire f6 · Pion noir sur case noire c5 · Cavalier blanc sur case noire e5 · Pion noir sur case blanche f5 · Pion blanc sur case blanche c4 · Pion blanc sur case noire d4 · Fou blanc sur case noire f4 · Fou blanc sur case blanche d3 · Cavalier blanc sur case blanche f3 · Pion blanc sur case blanche a2 · Pion blanc sur case noire b2 · Dame blanche sur case blanche e2 · Pion blanc sur case noire f2 · Pion blanc sur case blanche g2 · Pion blanc sur case noire h2 · Tour blanche sur case noire a1 · Tour blanche sur case blanche f1 · Roi blanc sur case noire g1 | Tour noire sur case blanche a8 · Dame noire sur case noire d8 · Tour noire sur case blanche e8 · Roi noir sur case blanche g8 · Pion noir sur case noire a7 · Fou noir sur case blanche b7 · Cavalier noir sur case blanche d7 · Fou noir sur case noire e7 · Pion noir sur case noire g7 · Pion noir sur case blanche h7 · Pion noir sur case noire b6 · Pion noir sur case blanche e6 · Cavalier noir sur case noire f6 · Pion noir sur case noire c5 · Cavalier blanc sur case noire e5 · Pion noir sur case blanche f5 · Pion blanc sur case blanche c4 · Pion blanc sur case noire d4 · Fou blanc sur case noire f4 · Fou blanc sur case blanche d3 · Cavalier blanc sur case blanche f3 · Pion blanc sur case blanche a2 · Pion blanc sur case noire b2 · Dame blanche sur case blanche e2 · Pion blanc sur case noire f2 · Pion blanc sur case blanche g2 · Pion blanc sur case noire h2 · Tour blanche sur case noire a1 · Tour blanche sur case blanche f1 · Roi blanc sur case noire g1 | Tour noire sur case blanche a8 · Dame noire sur case noire d8 · Tour noire sur case blanche e8 · Roi noir sur case blanche g8 · Pion noir sur case noire a7 · Fou noir sur case blanche b7 · Cavalier noir sur case blanche d7 · Fou noir sur case noire e7 · Pion noir sur case noire g7 · Pion noir sur case blanche h7 · Pion noir sur case noire b6 · Pion noir sur case blanche e6 · Cavalier noir sur case noire f6 · Pion noir sur case noire c5 · Cavalier blanc sur case noire e5 · Pion noir sur case blanche f5 · Pion blanc sur case blanche c4 · Pion blanc sur case noire d4 · Fou blanc sur case noire f4 · Fou blanc sur case blanche d3 · Cavalier blanc sur case blanche f3 · Pion blanc sur case blanche a2 · Pion blanc sur case noire b2 · Dame blanche sur case blanche e2 · Pion blanc sur case noire f2 · Pion blanc sur case blanche g2 · Pion blanc sur case noire h2 · Tour blanche sur case noire a1 · Tour blanche sur case blanche f1 · Roi blanc sur case noire g1 | 7 |
| 6 | Tour noire sur case blanche a8 · Dame noire sur case noire d8 · Tour noire sur case blanche e8 · Roi noir sur case blanche g8 · Pion noir sur case noire a7 · Fou noir sur case blanche b7 · Cavalier noir sur case blanche d7 · Fou noir sur case noire e7 · Pion noir sur case noire g7 · Pion noir sur case blanche h7 · Pion noir sur case noire b6 · Pion noir sur case blanche e6 · Cavalier noir sur case noire f6 · Pion noir sur case noire c5 · Cavalier blanc sur case noire e5 · Pion noir sur case blanche f5 · Pion blanc sur case blanche c4 · Pion blanc sur case noire d4 · Fou blanc sur case noire f4 · Fou blanc sur case blanche d3 · Cavalier blanc sur case blanche f3 · Pion blanc sur case blanche a2 · Pion blanc sur case noire b2 · Dame blanche sur case blanche e2 · Pion blanc sur case noire f2 · Pion blanc sur case blanche g2 · Pion blanc sur case noire h2 · Tour blanche sur case noire a1 · Tour blanche sur case blanche f1 · Roi blanc sur case noire g1 | Tour noire sur case blanche a8 · Dame noire sur case noire d8 · Tour noire sur case blanche e8 · Roi noir sur case blanche g8 · Pion noir sur case noire a7 · Fou noir sur case blanche b7 · Cavalier noir sur case blanche d7 · Fou noir sur case noire e7 · Pion noir sur case noire g7 · Pion noir sur case blanche h7 · Pion noir sur case noire b6 · Pion noir sur case blanche e6 · Cavalier noir sur case noire f6 · Pion noir sur case noire c5 · Cavalier blanc sur case noire e5 · Pion noir sur case blanche f5 · Pion blanc sur case blanche c4 · Pion blanc sur case noire d4 · Fou blanc sur case noire f4 · Fou blanc sur case blanche d3 · Cavalier blanc sur case blanche f3 · Pion blanc sur case blanche a2 · Pion blanc sur case noire b2 · Dame blanche sur case blanche e2 · Pion blanc sur case noire f2 · Pion blanc sur case blanche g2 · Pion blanc sur case noire h2 · Tour blanche sur case noire a1 · Tour blanche sur case blanche f1 · Roi blanc sur case noire g1 | Tour noire sur case blanche a8 · Dame noire sur case noire d8 · Tour noire sur case blanche e8 · Roi noir sur case blanche g8 · Pion noir sur case noire a7 · Fou noir sur case blanche b7 · Cavalier noir sur case blanche d7 · Fou noir sur case noire e7 · Pion noir sur case noire g7 · Pion noir sur case blanche h7 · Pion noir sur case noire b6 · Pion noir sur case blanche e6 · Cavalier noir sur case noire f6 · Pion noir sur case noire c5 · Cavalier blanc sur case noire e5 · Pion noir sur case blanche f5 · Pion blanc sur case blanche c4 · Pion blanc sur case noire d4 · Fou blanc sur case noire f4 · Fou blanc sur case blanche d3 · Cavalier blanc sur case blanche f3 · Pion blanc sur case blanche a2 · Pion blanc sur case noire b2 · Dame blanche sur case blanche e2 · Pion blanc sur case noire f2 · Pion blanc sur case blanche g2 · Pion blanc sur case noire h2 · Tour blanche sur case noire a1 · Tour blanche sur case blanche f1 · Roi blanc sur case noire g1 | Tour noire sur case blanche a8 · Dame noire sur case noire d8 · Tour noire sur case blanche e8 · Roi noir sur case blanche g8 · Pion noir sur case noire a7 · Fou noir sur case blanche b7 · Cavalier noir sur case blanche d7 · Fou noir sur case noire e7 · Pion noir sur case noire g7 · Pion noir sur case blanche h7 · Pion noir sur case noire b6 · Pion noir sur case blanche e6 · Cavalier noir sur case noire f6 · Pion noir sur case noire c5 · Cavalier blanc sur case noire e5 · Pion noir sur case blanche f5 · Pion blanc sur case blanche c4 · Pion blanc sur case noire d4 · Fou blanc sur case noire f4 · Fou blanc sur case blanche d3 · Cavalier blanc sur case blanche f3 · Pion blanc sur case blanche a2 · Pion blanc sur case noire b2 · Dame blanche sur case blanche e2 · Pion blanc sur case noire f2 · Pion blanc sur case blanche g2 · Pion blanc sur case noire h2 · Tour blanche sur case noire a1 · Tour blanche sur case blanche f1 · Roi blanc sur case noire g1 | Tour noire sur case blanche a8 · Dame noire sur case noire d8 · Tour noire sur case blanche e8 · Roi noir sur case blanche g8 · Pion noir sur case noire a7 · Fou noir sur case blanche b7 · Cavalier noir sur case blanche d7 · Fou noir sur case noire e7 · Pion noir sur case noire g7 · Pion noir sur case blanche h7 · Pion noir sur case noire b6 · Pion noir sur case blanche e6 · Cavalier noir sur case noire f6 · Pion noir sur case noire c5 · Cavalier blanc sur case noire e5 · Pion noir sur case blanche f5 · Pion blanc sur case blanche c4 · Pion blanc sur case noire d4 · Fou blanc sur case noire f4 · Fou blanc sur case blanche d3 · Cavalier blanc sur case blanche f3 · Pion blanc sur case blanche a2 · Pion blanc sur case noire b2 · Dame blanche sur case blanche e2 · Pion blanc sur case noire f2 · Pion blanc sur case blanche g2 · Pion blanc sur case noire h2 · Tour blanche sur case noire a1 · Tour blanche sur case blanche f1 · Roi blanc sur case noire g1 | Tour noire sur case blanche a8 · Dame noire sur case noire d8 · Tour noire sur case blanche e8 · Roi noir sur case blanche g8 · Pion noir sur case noire a7 · Fou noir sur case blanche b7 · Cavalier noir sur case blanche d7 · Fou noir sur case noire e7 · Pion noir sur case noire g7 · Pion noir sur case blanche h7 · Pion noir sur case noire b6 · Pion noir sur case blanche e6 · Cavalier noir sur case noire f6 · Pion noir sur case noire c5 · Cavalier blanc sur case noire e5 · Pion noir sur case blanche f5 · Pion blanc sur case blanche c4 · Pion blanc sur case noire d4 · Fou blanc sur case noire f4 · Fou blanc sur case blanche d3 · Cavalier blanc sur case blanche f3 · Pion blanc sur case blanche a2 · Pion blanc sur case noire b2 · Dame blanche sur case blanche e2 · Pion blanc sur case noire f2 · Pion blanc sur case blanche g2 · Pion blanc sur case noire h2 · Tour blanche sur case noire a1 · Tour blanche sur case blanche f1 · Roi blanc sur case noire g1 | Tour noire sur case blanche a8 · Dame noire sur case noire d8 · Tour noire sur case blanche e8 · Roi noir sur case blanche g8 · Pion noir sur case noire a7 · Fou noir sur case blanche b7 · Cavalier noir sur case blanche d7 · Fou noir sur case noire e7 · Pion noir sur case noire g7 · Pion noir sur case blanche h7 · Pion noir sur case noire b6 · Pion noir sur case blanche e6 · Cavalier noir sur case noire f6 · Pion noir sur case noire c5 · Cavalier blanc sur case noire e5 · Pion noir sur case blanche f5 · Pion blanc sur case blanche c4 · Pion blanc sur case noire d4 · Fou blanc sur case noire f4 · Fou blanc sur case blanche d3 · Cavalier blanc sur case blanche f3 · Pion blanc sur case blanche a2 · Pion blanc sur case noire b2 · Dame blanche sur case blanche e2 · Pion blanc sur case noire f2 · Pion blanc sur case blanche g2 · Pion blanc sur case noire h2 · Tour blanche sur case noire a1 · Tour blanche sur case blanche f1 · Roi blanc sur case noire g1 | Tour noire sur case blanche a8 · Dame noire sur case noire d8 · Tour noire sur case blanche e8 · Roi noir sur case blanche g8 · Pion noir sur case noire a7 · Fou noir sur case blanche b7 · Cavalier noir sur case blanche d7 · Fou noir sur case noire e7 · Pion noir sur case noire g7 · Pion noir sur case blanche h7 · Pion noir sur case noire b6 · Pion noir sur case blanche e6 · Cavalier noir sur case noire f6 · Pion noir sur case noire c5 · Cavalier blanc sur case noire e5 · Pion noir sur case blanche f5 · Pion blanc sur case blanche c4 · Pion blanc sur case noire d4 · Fou blanc sur case noire f4 · Fou blanc sur case blanche d3 · Cavalier blanc sur case blanche f3 · Pion blanc sur case blanche a2 · Pion blanc sur case noire b2 · Dame blanche sur case blanche e2 · Pion blanc sur case noire f2 · Pion blanc sur case blanche g2 · Pion blanc sur case noire h2 · Tour blanche sur case noire a1 · Tour blanche sur case blanche f1 · Roi blanc sur case noire g1 | 6 |
| 5 | Tour noire sur case blanche a8 · Dame noire sur case noire d8 · Tour noire sur case blanche e8 · Roi noir sur case blanche g8 · Pion noir sur case noire a7 · Fou noir sur case blanche b7 · Cavalier noir sur case blanche d7 · Fou noir sur case noire e7 · Pion noir sur case noire g7 · Pion noir sur case blanche h7 · Pion noir sur case noire b6 · Pion noir sur case blanche e6 · Cavalier noir sur case noire f6 · Pion noir sur case noire c5 · Cavalier blanc sur case noire e5 · Pion noir sur case blanche f5 · Pion blanc sur case blanche c4 · Pion blanc sur case noire d4 · Fou blanc sur case noire f4 · Fou blanc sur case blanche d3 · Cavalier blanc sur case blanche f3 · Pion blanc sur case blanche a2 · Pion blanc sur case noire b2 · Dame blanche sur case blanche e2 · Pion blanc sur case noire f2 · Pion blanc sur case blanche g2 · Pion blanc sur case noire h2 · Tour blanche sur case noire a1 · Tour blanche sur case blanche f1 · Roi blanc sur case noire g1 | Tour noire sur case blanche a8 · Dame noire sur case noire d8 · Tour noire sur case blanche e8 · Roi noir sur case blanche g8 · Pion noir sur case noire a7 · Fou noir sur case blanche b7 · Cavalier noir sur case blanche d7 · Fou noir sur case noire e7 · Pion noir sur case noire g7 · Pion noir sur case blanche h7 · Pion noir sur case noire b6 · Pion noir sur case blanche e6 · Cavalier noir sur case noire f6 · Pion noir sur case noire c5 · Cavalier blanc sur case noire e5 · Pion noir sur case blanche f5 · Pion blanc sur case blanche c4 · Pion blanc sur case noire d4 · Fou blanc sur case noire f4 · Fou blanc sur case blanche d3 · Cavalier blanc sur case blanche f3 · Pion blanc sur case blanche a2 · Pion blanc sur case noire b2 · Dame blanche sur case blanche e2 · Pion blanc sur case noire f2 · Pion blanc sur case blanche g2 · Pion blanc sur case noire h2 · Tour blanche sur case noire a1 · Tour blanche sur case blanche f1 · Roi blanc sur case noire g1 | Tour noire sur case blanche a8 · Dame noire sur case noire d8 · Tour noire sur case blanche e8 · Roi noir sur case blanche g8 · Pion noir sur case noire a7 · Fou noir sur case blanche b7 · Cavalier noir sur case blanche d7 · Fou noir sur case noire e7 · Pion noir sur case noire g7 · Pion noir sur case blanche h7 · Pion noir sur case noire b6 · Pion noir sur case blanche e6 · Cavalier noir sur case noire f6 · Pion noir sur case noire c5 · Cavalier blanc sur case noire e5 · Pion noir sur case blanche f5 · Pion blanc sur case blanche c4 · Pion blanc sur case noire d4 · Fou blanc sur case noire f4 · Fou blanc sur case blanche d3 · Cavalier blanc sur case blanche f3 · Pion blanc sur case blanche a2 · Pion blanc sur case noire b2 · Dame blanche sur case blanche e2 · Pion blanc sur case noire f2 · Pion blanc sur case blanche g2 · Pion blanc sur case noire h2 · Tour blanche sur case noire a1 · Tour blanche sur case blanche f1 · Roi blanc sur case noire g1 | Tour noire sur case blanche a8 · Dame noire sur case noire d8 · Tour noire sur case blanche e8 · Roi noir sur case blanche g8 · Pion noir sur case noire a7 · Fou noir sur case blanche b7 · Cavalier noir sur case blanche d7 · Fou noir sur case noire e7 · Pion noir sur case noire g7 · Pion noir sur case blanche h7 · Pion noir sur case noire b6 · Pion noir sur case blanche e6 · Cavalier noir sur case noire f6 · Pion noir sur case noire c5 · Cavalier blanc sur case noire e5 · Pion noir sur case blanche f5 · Pion blanc sur case blanche c4 · Pion blanc sur case noire d4 · Fou blanc sur case noire f4 · Fou blanc sur case blanche d3 · Cavalier blanc sur case blanche f3 · Pion blanc sur case blanche a2 · Pion blanc sur case noire b2 · Dame blanche sur case blanche e2 · Pion blanc sur case noire f2 · Pion blanc sur case blanche g2 · Pion blanc sur case noire h2 · Tour blanche sur case noire a1 · Tour blanche sur case blanche f1 · Roi blanc sur case noire g1 | Tour noire sur case blanche a8 · Dame noire sur case noire d8 · Tour noire sur case blanche e8 · Roi noir sur case blanche g8 · Pion noir sur case noire a7 · Fou noir sur case blanche b7 · Cavalier noir sur case blanche d7 · Fou noir sur case noire e7 · Pion noir sur case noire g7 · Pion noir sur case blanche h7 · Pion noir sur case noire b6 · Pion noir sur case blanche e6 · Cavalier noir sur case noire f6 · Pion noir sur case noire c5 · Cavalier blanc sur case noire e5 · Pion noir sur case blanche f5 · Pion blanc sur case blanche c4 · Pion blanc sur case noire d4 · Fou blanc sur case noire f4 · Fou blanc sur case blanche d3 · Cavalier blanc sur case blanche f3 · Pion blanc sur case blanche a2 · Pion blanc sur case noire b2 · Dame blanche sur case blanche e2 · Pion blanc sur case noire f2 · Pion blanc sur case blanche g2 · Pion blanc sur case noire h2 · Tour blanche sur case noire a1 · Tour blanche sur case blanche f1 · Roi blanc sur case noire g1 | Tour noire sur case blanche a8 · Dame noire sur case noire d8 · Tour noire sur case blanche e8 · Roi noir sur case blanche g8 · Pion noir sur case noire a7 · Fou noir sur case blanche b7 · Cavalier noir sur case blanche d7 · Fou noir sur case noire e7 · Pion noir sur case noire g7 · Pion noir sur case blanche h7 · Pion noir sur case noire b6 · Pion noir sur case blanche e6 · Cavalier noir sur case noire f6 · Pion noir sur case noire c5 · Cavalier blanc sur case noire e5 · Pion noir sur case blanche f5 · Pion blanc sur case blanche c4 · Pion blanc sur case noire d4 · Fou blanc sur case noire f4 · Fou blanc sur case blanche d3 · Cavalier blanc sur case blanche f3 · Pion blanc sur case blanche a2 · Pion blanc sur case noire b2 · Dame blanche sur case blanche e2 · Pion blanc sur case noire f2 · Pion blanc sur case blanche g2 · Pion blanc sur case noire h2 · Tour blanche sur case noire a1 · Tour blanche sur case blanche f1 · Roi blanc sur case noire g1 | Tour noire sur case blanche a8 · Dame noire sur case noire d8 · Tour noire sur case blanche e8 · Roi noir sur case blanche g8 · Pion noir sur case noire a7 · Fou noir sur case blanche b7 · Cavalier noir sur case blanche d7 · Fou noir sur case noire e7 · Pion noir sur case noire g7 · Pion noir sur case blanche h7 · Pion noir sur case noire b6 · Pion noir sur case blanche e6 · Cavalier noir sur case noire f6 · Pion noir sur case noire c5 · Cavalier blanc sur case noire e5 · Pion noir sur case blanche f5 · Pion blanc sur case blanche c4 · Pion blanc sur case noire d4 · Fou blanc sur case noire f4 · Fou blanc sur case blanche d3 · Cavalier blanc sur case blanche f3 · Pion blanc sur case blanche a2 · Pion blanc sur case noire b2 · Dame blanche sur case blanche e2 · Pion blanc sur case noire f2 · Pion blanc sur case blanche g2 · Pion blanc sur case noire h2 · Tour blanche sur case noire a1 · Tour blanche sur case blanche f1 · Roi blanc sur case noire g1 | Tour noire sur case blanche a8 · Dame noire sur case noire d8 · Tour noire sur case blanche e8 · Roi noir sur case blanche g8 · Pion noir sur case noire a7 · Fou noir sur case blanche b7 · Cavalier noir sur case blanche d7 · Fou noir sur case noire e7 · Pion noir sur case noire g7 · Pion noir sur case blanche h7 · Pion noir sur case noire b6 · Pion noir sur case blanche e6 · Cavalier noir sur case noire f6 · Pion noir sur case noire c5 · Cavalier blanc sur case noire e5 · Pion noir sur case blanche f5 · Pion blanc sur case blanche c4 · Pion blanc sur case noire d4 · Fou blanc sur case noire f4 · Fou blanc sur case blanche d3 · Cavalier blanc sur case blanche f3 · Pion blanc sur case blanche a2 · Pion blanc sur case noire b2 · Dame blanche sur case blanche e2 · Pion blanc sur case noire f2 · Pion blanc sur case blanche g2 · Pion blanc sur case noire h2 · Tour blanche sur case noire a1 · Tour blanche sur case blanche f1 · Roi blanc sur case noire g1 | 5 |
| 4 | Tour noire sur case blanche a8 · Dame noire sur case noire d8 · Tour noire sur case blanche e8 · Roi noir sur case blanche g8 · Pion noir sur case noire a7 · Fou noir sur case blanche b7 · Cavalier noir sur case blanche d7 · Fou noir sur case noire e7 · Pion noir sur case noire g7 · Pion noir sur case blanche h7 · Pion noir sur case noire b6 · Pion noir sur case blanche e6 · Cavalier noir sur case noire f6 · Pion noir sur case noire c5 · Cavalier blanc sur case noire e5 · Pion noir sur case blanche f5 · Pion blanc sur case blanche c4 · Pion blanc sur case noire d4 · Fou blanc sur case noire f4 · Fou blanc sur case blanche d3 · Cavalier blanc sur case blanche f3 · Pion blanc sur case blanche a2 · Pion blanc sur case noire b2 · Dame blanche sur case blanche e2 · Pion blanc sur case noire f2 · Pion blanc sur case blanche g2 · Pion blanc sur case noire h2 · Tour blanche sur case noire a1 · Tour blanche sur case blanche f1 · Roi blanc sur case noire g1 | Tour noire sur case blanche a8 · Dame noire sur case noire d8 · Tour noire sur case blanche e8 · Roi noir sur case blanche g8 · Pion noir sur case noire a7 · Fou noir sur case blanche b7 · Cavalier noir sur case blanche d7 · Fou noir sur case noire e7 · Pion noir sur case noire g7 · Pion noir sur case blanche h7 · Pion noir sur case noire b6 · Pion noir sur case blanche e6 · Cavalier noir sur case noire f6 · Pion noir sur case noire c5 · Cavalier blanc sur case noire e5 · Pion noir sur case blanche f5 · Pion blanc sur case blanche c4 · Pion blanc sur case noire d4 · Fou blanc sur case noire f4 · Fou blanc sur case blanche d3 · Cavalier blanc sur case blanche f3 · Pion blanc sur case blanche a2 · Pion blanc sur case noire b2 · Dame blanche sur case blanche e2 · Pion blanc sur case noire f2 · Pion blanc sur case blanche g2 · Pion blanc sur case noire h2 · Tour blanche sur case noire a1 · Tour blanche sur case blanche f1 · Roi blanc sur case noire g1 | Tour noire sur case blanche a8 · Dame noire sur case noire d8 · Tour noire sur case blanche e8 · Roi noir sur case blanche g8 · Pion noir sur case noire a7 · Fou noir sur case blanche b7 · Cavalier noir sur case blanche d7 · Fou noir sur case noire e7 · Pion noir sur case noire g7 · Pion noir sur case blanche h7 · Pion noir sur case noire b6 · Pion noir sur case blanche e6 · Cavalier noir sur case noire f6 · Pion noir sur case noire c5 · Cavalier blanc sur case noire e5 · Pion noir sur case blanche f5 · Pion blanc sur case blanche c4 · Pion blanc sur case noire d4 · Fou blanc sur case noire f4 · Fou blanc sur case blanche d3 · Cavalier blanc sur case blanche f3 · Pion blanc sur case blanche a2 · Pion blanc sur case noire b2 · Dame blanche sur case blanche e2 · Pion blanc sur case noire f2 · Pion blanc sur case blanche g2 · Pion blanc sur case noire h2 · Tour blanche sur case noire a1 · Tour blanche sur case blanche f1 · Roi blanc sur case noire g1 | Tour noire sur case blanche a8 · Dame noire sur case noire d8 · Tour noire sur case blanche e8 · Roi noir sur case blanche g8 · Pion noir sur case noire a7 · Fou noir sur case blanche b7 · Cavalier noir sur case blanche d7 · Fou noir sur case noire e7 · Pion noir sur case noire g7 · Pion noir sur case blanche h7 · Pion noir sur case noire b6 · Pion noir sur case blanche e6 · Cavalier noir sur case noire f6 · Pion noir sur case noire c5 · Cavalier blanc sur case noire e5 · Pion noir sur case blanche f5 · Pion blanc sur case blanche c4 · Pion blanc sur case noire d4 · Fou blanc sur case noire f4 · Fou blanc sur case blanche d3 · Cavalier blanc sur case blanche f3 · Pion blanc sur case blanche a2 · Pion blanc sur case noire b2 · Dame blanche sur case blanche e2 · Pion blanc sur case noire f2 · Pion blanc sur case blanche g2 · Pion blanc sur case noire h2 · Tour blanche sur case noire a1 · Tour blanche sur case blanche f1 · Roi blanc sur case noire g1 | Tour noire sur case blanche a8 · Dame noire sur case noire d8 · Tour noire sur case blanche e8 · Roi noir sur case blanche g8 · Pion noir sur case noire a7 · Fou noir sur case blanche b7 · Cavalier noir sur case blanche d7 · Fou noir sur case noire e7 · Pion noir sur case noire g7 · Pion noir sur case blanche h7 · Pion noir sur case noire b6 · Pion noir sur case blanche e6 · Cavalier noir sur case noire f6 · Pion noir sur case noire c5 · Cavalier blanc sur case noire e5 · Pion noir sur case blanche f5 · Pion blanc sur case blanche c4 · Pion blanc sur case noire d4 · Fou blanc sur case noire f4 · Fou blanc sur case blanche d3 · Cavalier blanc sur case blanche f3 · Pion blanc sur case blanche a2 · Pion blanc sur case noire b2 · Dame blanche sur case blanche e2 · Pion blanc sur case noire f2 · Pion blanc sur case blanche g2 · Pion blanc sur case noire h2 · Tour blanche sur case noire a1 · Tour blanche sur case blanche f1 · Roi blanc sur case noire g1 | Tour noire sur case blanche a8 · Dame noire sur case noire d8 · Tour noire sur case blanche e8 · Roi noir sur case blanche g8 · Pion noir sur case noire a7 · Fou noir sur case blanche b7 · Cavalier noir sur case blanche d7 · Fou noir sur case noire e7 · Pion noir sur case noire g7 · Pion noir sur case blanche h7 · Pion noir sur case noire b6 · Pion noir sur case blanche e6 · Cavalier noir sur case noire f6 · Pion noir sur case noire c5 · Cavalier blanc sur case noire e5 · Pion noir sur case blanche f5 · Pion blanc sur case blanche c4 · Pion blanc sur case noire d4 · Fou blanc sur case noire f4 · Fou blanc sur case blanche d3 · Cavalier blanc sur case blanche f3 · Pion blanc sur case blanche a2 · Pion blanc sur case noire b2 · Dame blanche sur case blanche e2 · Pion blanc sur case noire f2 · Pion blanc sur case blanche g2 · Pion blanc sur case noire h2 · Tour blanche sur case noire a1 · Tour blanche sur case blanche f1 · Roi blanc sur case noire g1 | Tour noire sur case blanche a8 · Dame noire sur case noire d8 · Tour noire sur case blanche e8 · Roi noir sur case blanche g8 · Pion noir sur case noire a7 · Fou noir sur case blanche b7 · Cavalier noir sur case blanche d7 · Fou noir sur case noire e7 · Pion noir sur case noire g7 · Pion noir sur case blanche h7 · Pion noir sur case noire b6 · Pion noir sur case blanche e6 · Cavalier noir sur case noire f6 · Pion noir sur case noire c5 · Cavalier blanc sur case noire e5 · Pion noir sur case blanche f5 · Pion blanc sur case blanche c4 · Pion blanc sur case noire d4 · Fou blanc sur case noire f4 · Fou blanc sur case blanche d3 · Cavalier blanc sur case blanche f3 · Pion blanc sur case blanche a2 · Pion blanc sur case noire b2 · Dame blanche sur case blanche e2 · Pion blanc sur case noire f2 · Pion blanc sur case blanche g2 · Pion blanc sur case noire h2 · Tour blanche sur case noire a1 · Tour blanche sur case blanche f1 · Roi blanc sur case noire g1 | Tour noire sur case blanche a8 · Dame noire sur case noire d8 · Tour noire sur case blanche e8 · Roi noir sur case blanche g8 · Pion noir sur case noire a7 · Fou noir sur case blanche b7 · Cavalier noir sur case blanche d7 · Fou noir sur case noire e7 · Pion noir sur case noire g7 · Pion noir sur case blanche h7 · Pion noir sur case noire b6 · Pion noir sur case blanche e6 · Cavalier noir sur case noire f6 · Pion noir sur case noire c5 · Cavalier blanc sur case noire e5 · Pion noir sur case blanche f5 · Pion blanc sur case blanche c4 · Pion blanc sur case noire d4 · Fou blanc sur case noire f4 · Fou blanc sur case blanche d3 · Cavalier blanc sur case blanche f3 · Pion blanc sur case blanche a2 · Pion blanc sur case noire b2 · Dame blanche sur case blanche e2 · Pion blanc sur case noire f2 · Pion blanc sur case blanche g2 · Pion blanc sur case noire h2 · Tour blanche sur case noire a1 · Tour blanche sur case blanche f1 · Roi blanc sur case noire g1 | 4 |
| 3 | Tour noire sur case blanche a8 · Dame noire sur case noire d8 · Tour noire sur case blanche e8 · Roi noir sur case blanche g8 · Pion noir sur case noire a7 · Fou noir sur case blanche b7 · Cavalier noir sur case blanche d7 · Fou noir sur case noire e7 · Pion noir sur case noire g7 · Pion noir sur case blanche h7 · Pion noir sur case noire b6 · Pion noir sur case blanche e6 · Cavalier noir sur case noire f6 · Pion noir sur case noire c5 · Cavalier blanc sur case noire e5 · Pion noir sur case blanche f5 · Pion blanc sur case blanche c4 · Pion blanc sur case noire d4 · Fou blanc sur case noire f4 · Fou blanc sur case blanche d3 · Cavalier blanc sur case blanche f3 · Pion blanc sur case blanche a2 · Pion blanc sur case noire b2 · Dame blanche sur case blanche e2 · Pion blanc sur case noire f2 · Pion blanc sur case blanche g2 · Pion blanc sur case noire h2 · Tour blanche sur case noire a1 · Tour blanche sur case blanche f1 · Roi blanc sur case noire g1 | Tour noire sur case blanche a8 · Dame noire sur case noire d8 · Tour noire sur case blanche e8 · Roi noir sur case blanche g8 · Pion noir sur case noire a7 · Fou noir sur case blanche b7 · Cavalier noir sur case blanche d7 · Fou noir sur case noire e7 · Pion noir sur case noire g7 · Pion noir sur case blanche h7 · Pion noir sur case noire b6 · Pion noir sur case blanche e6 · Cavalier noir sur case noire f6 · Pion noir sur case noire c5 · Cavalier blanc sur case noire e5 · Pion noir sur case blanche f5 · Pion blanc sur case blanche c4 · Pion blanc sur case noire d4 · Fou blanc sur case noire f4 · Fou blanc sur case blanche d3 · Cavalier blanc sur case blanche f3 · Pion blanc sur case blanche a2 · Pion blanc sur case noire b2 · Dame blanche sur case blanche e2 · Pion blanc sur case noire f2 · Pion blanc sur case blanche g2 · Pion blanc sur case noire h2 · Tour blanche sur case noire a1 · Tour blanche sur case blanche f1 · Roi blanc sur case noire g1 | Tour noire sur case blanche a8 · Dame noire sur case noire d8 · Tour noire sur case blanche e8 · Roi noir sur case blanche g8 · Pion noir sur case noire a7 · Fou noir sur case blanche b7 · Cavalier noir sur case blanche d7 · Fou noir sur case noire e7 · Pion noir sur case noire g7 · Pion noir sur case blanche h7 · Pion noir sur case noire b6 · Pion noir sur case blanche e6 · Cavalier noir sur case noire f6 · Pion noir sur case noire c5 · Cavalier blanc sur case noire e5 · Pion noir sur case blanche f5 · Pion blanc sur case blanche c4 · Pion blanc sur case noire d4 · Fou blanc sur case noire f4 · Fou blanc sur case blanche d3 · Cavalier blanc sur case blanche f3 · Pion blanc sur case blanche a2 · Pion blanc sur case noire b2 · Dame blanche sur case blanche e2 · Pion blanc sur case noire f2 · Pion blanc sur case blanche g2 · Pion blanc sur case noire h2 · Tour blanche sur case noire a1 · Tour blanche sur case blanche f1 · Roi blanc sur case noire g1 | Tour noire sur case blanche a8 · Dame noire sur case noire d8 · Tour noire sur case blanche e8 · Roi noir sur case blanche g8 · Pion noir sur case noire a7 · Fou noir sur case blanche b7 · Cavalier noir sur case blanche d7 · Fou noir sur case noire e7 · Pion noir sur case noire g7 · Pion noir sur case blanche h7 · Pion noir sur case noire b6 · Pion noir sur case blanche e6 · Cavalier noir sur case noire f6 · Pion noir sur case noire c5 · Cavalier blanc sur case noire e5 · Pion noir sur case blanche f5 · Pion blanc sur case blanche c4 · Pion blanc sur case noire d4 · Fou blanc sur case noire f4 · Fou blanc sur case blanche d3 · Cavalier blanc sur case blanche f3 · Pion blanc sur case blanche a2 · Pion blanc sur case noire b2 · Dame blanche sur case blanche e2 · Pion blanc sur case noire f2 · Pion blanc sur case blanche g2 · Pion blanc sur case noire h2 · Tour blanche sur case noire a1 · Tour blanche sur case blanche f1 · Roi blanc sur case noire g1 | Tour noire sur case blanche a8 · Dame noire sur case noire d8 · Tour noire sur case blanche e8 · Roi noir sur case blanche g8 · Pion noir sur case noire a7 · Fou noir sur case blanche b7 · Cavalier noir sur case blanche d7 · Fou noir sur case noire e7 · Pion noir sur case noire g7 · Pion noir sur case blanche h7 · Pion noir sur case noire b6 · Pion noir sur case blanche e6 · Cavalier noir sur case noire f6 · Pion noir sur case noire c5 · Cavalier blanc sur case noire e5 · Pion noir sur case blanche f5 · Pion blanc sur case blanche c4 · Pion blanc sur case noire d4 · Fou blanc sur case noire f4 · Fou blanc sur case blanche d3 · Cavalier blanc sur case blanche f3 · Pion blanc sur case blanche a2 · Pion blanc sur case noire b2 · Dame blanche sur case blanche e2 · Pion blanc sur case noire f2 · Pion blanc sur case blanche g2 · Pion blanc sur case noire h2 · Tour blanche sur case noire a1 · Tour blanche sur case blanche f1 · Roi blanc sur case noire g1 | Tour noire sur case blanche a8 · Dame noire sur case noire d8 · Tour noire sur case blanche e8 · Roi noir sur case blanche g8 · Pion noir sur case noire a7 · Fou noir sur case blanche b7 · Cavalier noir sur case blanche d7 · Fou noir sur case noire e7 · Pion noir sur case noire g7 · Pion noir sur case blanche h7 · Pion noir sur case noire b6 · Pion noir sur case blanche e6 · Cavalier noir sur case noire f6 · Pion noir sur case noire c5 · Cavalier blanc sur case noire e5 · Pion noir sur case blanche f5 · Pion blanc sur case blanche c4 · Pion blanc sur case noire d4 · Fou blanc sur case noire f4 · Fou blanc sur case blanche d3 · Cavalier blanc sur case blanche f3 · Pion blanc sur case blanche a2 · Pion blanc sur case noire b2 · Dame blanche sur case blanche e2 · Pion blanc sur case noire f2 · Pion blanc sur case blanche g2 · Pion blanc sur case noire h2 · Tour blanche sur case noire a1 · Tour blanche sur case blanche f1 · Roi blanc sur case noire g1 | Tour noire sur case blanche a8 · Dame noire sur case noire d8 · Tour noire sur case blanche e8 · Roi noir sur case blanche g8 · Pion noir sur case noire a7 · Fou noir sur case blanche b7 · Cavalier noir sur case blanche d7 · Fou noir sur case noire e7 · Pion noir sur case noire g7 · Pion noir sur case blanche h7 · Pion noir sur case noire b6 · Pion noir sur case blanche e6 · Cavalier noir sur case noire f6 · Pion noir sur case noire c5 · Cavalier blanc sur case noire e5 · Pion noir sur case blanche f5 · Pion blanc sur case blanche c4 · Pion blanc sur case noire d4 · Fou blanc sur case noire f4 · Fou blanc sur case blanche d3 · Cavalier blanc sur case blanche f3 · Pion blanc sur case blanche a2 · Pion blanc sur case noire b2 · Dame blanche sur case blanche e2 · Pion blanc sur case noire f2 · Pion blanc sur case blanche g2 · Pion blanc sur case noire h2 · Tour blanche sur case noire a1 · Tour blanche sur case blanche f1 · Roi blanc sur case noire g1 | Tour noire sur case blanche a8 · Dame noire sur case noire d8 · Tour noire sur case blanche e8 · Roi noir sur case blanche g8 · Pion noir sur case noire a7 · Fou noir sur case blanche b7 · Cavalier noir sur case blanche d7 · Fou noir sur case noire e7 · Pion noir sur case noire g7 · Pion noir sur case blanche h7 · Pion noir sur case noire b6 · Pion noir sur case blanche e6 · Cavalier noir sur case noire f6 · Pion noir sur case noire c5 · Cavalier blanc sur case noire e5 · Pion noir sur case blanche f5 · Pion blanc sur case blanche c4 · Pion blanc sur case noire d4 · Fou blanc sur case noire f4 · Fou blanc sur case blanche d3 · Cavalier blanc sur case blanche f3 · Pion blanc sur case blanche a2 · Pion blanc sur case noire b2 · Dame blanche sur case blanche e2 · Pion blanc sur case noire f2 · Pion blanc sur case blanche g2 · Pion blanc sur case noire h2 · Tour blanche sur case noire a1 · Tour blanche sur case blanche f1 · Roi blanc sur case noire g1 | 3 |
| 2 | Tour noire sur case blanche a8 · Dame noire sur case noire d8 · Tour noire sur case blanche e8 · Roi noir sur case blanche g8 · Pion noir sur case noire a7 · Fou noir sur case blanche b7 · Cavalier noir sur case blanche d7 · Fou noir sur case noire e7 · Pion noir sur case noire g7 · Pion noir sur case blanche h7 · Pion noir sur case noire b6 · Pion noir sur case blanche e6 · Cavalier noir sur case noire f6 · Pion noir sur case noire c5 · Cavalier blanc sur case noire e5 · Pion noir sur case blanche f5 · Pion blanc sur case blanche c4 · Pion blanc sur case noire d4 · Fou blanc sur case noire f4 · Fou blanc sur case blanche d3 · Cavalier blanc sur case blanche f3 · Pion blanc sur case blanche a2 · Pion blanc sur case noire b2 · Dame blanche sur case blanche e2 · Pion blanc sur case noire f2 · Pion blanc sur case blanche g2 · Pion blanc sur case noire h2 · Tour blanche sur case noire a1 · Tour blanche sur case blanche f1 · Roi blanc sur case noire g1 | Tour noire sur case blanche a8 · Dame noire sur case noire d8 · Tour noire sur case blanche e8 · Roi noir sur case blanche g8 · Pion noir sur case noire a7 · Fou noir sur case blanche b7 · Cavalier noir sur case blanche d7 · Fou noir sur case noire e7 · Pion noir sur case noire g7 · Pion noir sur case blanche h7 · Pion noir sur case noire b6 · Pion noir sur case blanche e6 · Cavalier noir sur case noire f6 · Pion noir sur case noire c5 · Cavalier blanc sur case noire e5 · Pion noir sur case blanche f5 · Pion blanc sur case blanche c4 · Pion blanc sur case noire d4 · Fou blanc sur case noire f4 · Fou blanc sur case blanche d3 · Cavalier blanc sur case blanche f3 · Pion blanc sur case blanche a2 · Pion blanc sur case noire b2 · Dame blanche sur case blanche e2 · Pion blanc sur case noire f2 · Pion blanc sur case blanche g2 · Pion blanc sur case noire h2 · Tour blanche sur case noire a1 · Tour blanche sur case blanche f1 · Roi blanc sur case noire g1 | Tour noire sur case blanche a8 · Dame noire sur case noire d8 · Tour noire sur case blanche e8 · Roi noir sur case blanche g8 · Pion noir sur case noire a7 · Fou noir sur case blanche b7 · Cavalier noir sur case blanche d7 · Fou noir sur case noire e7 · Pion noir sur case noire g7 · Pion noir sur case blanche h7 · Pion noir sur case noire b6 · Pion noir sur case blanche e6 · Cavalier noir sur case noire f6 · Pion noir sur case noire c5 · Cavalier blanc sur case noire e5 · Pion noir sur case blanche f5 · Pion blanc sur case blanche c4 · Pion blanc sur case noire d4 · Fou blanc sur case noire f4 · Fou blanc sur case blanche d3 · Cavalier blanc sur case blanche f3 · Pion blanc sur case blanche a2 · Pion blanc sur case noire b2 · Dame blanche sur case blanche e2 · Pion blanc sur case noire f2 · Pion blanc sur case blanche g2 · Pion blanc sur case noire h2 · Tour blanche sur case noire a1 · Tour blanche sur case blanche f1 · Roi blanc sur case noire g1 | Tour noire sur case blanche a8 · Dame noire sur case noire d8 · Tour noire sur case blanche e8 · Roi noir sur case blanche g8 · Pion noir sur case noire a7 · Fou noir sur case blanche b7 · Cavalier noir sur case blanche d7 · Fou noir sur case noire e7 · Pion noir sur case noire g7 · Pion noir sur case blanche h7 · Pion noir sur case noire b6 · Pion noir sur case blanche e6 · Cavalier noir sur case noire f6 · Pion noir sur case noire c5 · Cavalier blanc sur case noire e5 · Pion noir sur case blanche f5 · Pion blanc sur case blanche c4 · Pion blanc sur case noire d4 · Fou blanc sur case noire f4 · Fou blanc sur case blanche d3 · Cavalier blanc sur case blanche f3 · Pion blanc sur case blanche a2 · Pion blanc sur case noire b2 · Dame blanche sur case blanche e2 · Pion blanc sur case noire f2 · Pion blanc sur case blanche g2 · Pion blanc sur case noire h2 · Tour blanche sur case noire a1 · Tour blanche sur case blanche f1 · Roi blanc sur case noire g1 | Tour noire sur case blanche a8 · Dame noire sur case noire d8 · Tour noire sur case blanche e8 · Roi noir sur case blanche g8 · Pion noir sur case noire a7 · Fou noir sur case blanche b7 · Cavalier noir sur case blanche d7 · Fou noir sur case noire e7 · Pion noir sur case noire g7 · Pion noir sur case blanche h7 · Pion noir sur case noire b6 · Pion noir sur case blanche e6 · Cavalier noir sur case noire f6 · Pion noir sur case noire c5 · Cavalier blanc sur case noire e5 · Pion noir sur case blanche f5 · Pion blanc sur case blanche c4 · Pion blanc sur case noire d4 · Fou blanc sur case noire f4 · Fou blanc sur case blanche d3 · Cavalier blanc sur case blanche f3 · Pion blanc sur case blanche a2 · Pion blanc sur case noire b2 · Dame blanche sur case blanche e2 · Pion blanc sur case noire f2 · Pion blanc sur case blanche g2 · Pion blanc sur case noire h2 · Tour blanche sur case noire a1 · Tour blanche sur case blanche f1 · Roi blanc sur case noire g1 | Tour noire sur case blanche a8 · Dame noire sur case noire d8 · Tour noire sur case blanche e8 · Roi noir sur case blanche g8 · Pion noir sur case noire a7 · Fou noir sur case blanche b7 · Cavalier noir sur case blanche d7 · Fou noir sur case noire e7 · Pion noir sur case noire g7 · Pion noir sur case blanche h7 · Pion noir sur case noire b6 · Pion noir sur case blanche e6 · Cavalier noir sur case noire f6 · Pion noir sur case noire c5 · Cavalier blanc sur case noire e5 · Pion noir sur case blanche f5 · Pion blanc sur case blanche c4 · Pion blanc sur case noire d4 · Fou blanc sur case noire f4 · Fou blanc sur case blanche d3 · Cavalier blanc sur case blanche f3 · Pion blanc sur case blanche a2 · Pion blanc sur case noire b2 · Dame blanche sur case blanche e2 · Pion blanc sur case noire f2 · Pion blanc sur case blanche g2 · Pion blanc sur case noire h2 · Tour blanche sur case noire a1 · Tour blanche sur case blanche f1 · Roi blanc sur case noire g1 | Tour noire sur case blanche a8 · Dame noire sur case noire d8 · Tour noire sur case blanche e8 · Roi noir sur case blanche g8 · Pion noir sur case noire a7 · Fou noir sur case blanche b7 · Cavalier noir sur case blanche d7 · Fou noir sur case noire e7 · Pion noir sur case noire g7 · Pion noir sur case blanche h7 · Pion noir sur case noire b6 · Pion noir sur case blanche e6 · Cavalier noir sur case noire f6 · Pion noir sur case noire c5 · Cavalier blanc sur case noire e5 · Pion noir sur case blanche f5 · Pion blanc sur case blanche c4 · Pion blanc sur case noire d4 · Fou blanc sur case noire f4 · Fou blanc sur case blanche d3 · Cavalier blanc sur case blanche f3 · Pion blanc sur case blanche a2 · Pion blanc sur case noire b2 · Dame blanche sur case blanche e2 · Pion blanc sur case noire f2 · Pion blanc sur case blanche g2 · Pion blanc sur case noire h2 · Tour blanche sur case noire a1 · Tour blanche sur case blanche f1 · Roi blanc sur case noire g1 | Tour noire sur case blanche a8 · Dame noire sur case noire d8 · Tour noire sur case blanche e8 · Roi noir sur case blanche g8 · Pion noir sur case noire a7 · Fou noir sur case blanche b7 · Cavalier noir sur case blanche d7 · Fou noir sur case noire e7 · Pion noir sur case noire g7 · Pion noir sur case blanche h7 · Pion noir sur case noire b6 · Pion noir sur case blanche e6 · Cavalier noir sur case noire f6 · Pion noir sur case noire c5 · Cavalier blanc sur case noire e5 · Pion noir sur case blanche f5 · Pion blanc sur case blanche c4 · Pion blanc sur case noire d4 · Fou blanc sur case noire f4 · Fou blanc sur case blanche d3 · Cavalier blanc sur case blanche f3 · Pion blanc sur case blanche a2 · Pion blanc sur case noire b2 · Dame blanche sur case blanche e2 · Pion blanc sur case noire f2 · Pion blanc sur case blanche g2 · Pion blanc sur case noire h2 · Tour blanche sur case noire a1 · Tour blanche sur case blanche f1 · Roi blanc sur case noire g1 | 2 |
| 1 | Tour noire sur case blanche a8 · Dame noire sur case noire d8 · Tour noire sur case blanche e8 · Roi noir sur case blanche g8 · Pion noir sur case noire a7 · Fou noir sur case blanche b7 · Cavalier noir sur case blanche d7 · Fou noir sur case noire e7 · Pion noir sur case noire g7 · Pion noir sur case blanche h7 · Pion noir sur case noire b6 · Pion noir sur case blanche e6 · Cavalier noir sur case noire f6 · Pion noir sur case noire c5 · Cavalier blanc sur case noire e5 · Pion noir sur case blanche f5 · Pion blanc sur case blanche c4 · Pion blanc sur case noire d4 · Fou blanc sur case noire f4 · Fou blanc sur case blanche d3 · Cavalier blanc sur case blanche f3 · Pion blanc sur case blanche a2 · Pion blanc sur case noire b2 · Dame blanche sur case blanche e2 · Pion blanc sur case noire f2 · Pion blanc sur case blanche g2 · Pion blanc sur case noire h2 · Tour blanche sur case noire a1 · Tour blanche sur case blanche f1 · Roi blanc sur case noire g1 | Tour noire sur case blanche a8 · Dame noire sur case noire d8 · Tour noire sur case blanche e8 · Roi noir sur case blanche g8 · Pion noir sur case noire a7 · Fou noir sur case blanche b7 · Cavalier noir sur case blanche d7 · Fou noir sur case noire e7 · Pion noir sur case noire g7 · Pion noir sur case blanche h7 · Pion noir sur case noire b6 · Pion noir sur case blanche e6 · Cavalier noir sur case noire f6 · Pion noir sur case noire c5 · Cavalier blanc sur case noire e5 · Pion noir sur case blanche f5 · Pion blanc sur case blanche c4 · Pion blanc sur case noire d4 · Fou blanc sur case noire f4 · Fou blanc sur case blanche d3 · Cavalier blanc sur case blanche f3 · Pion blanc sur case blanche a2 · Pion blanc sur case noire b2 · Dame blanche sur case blanche e2 · Pion blanc sur case noire f2 · Pion blanc sur case blanche g2 · Pion blanc sur case noire h2 · Tour blanche sur case noire a1 · Tour blanche sur case blanche f1 · Roi blanc sur case noire g1 | Tour noire sur case blanche a8 · Dame noire sur case noire d8 · Tour noire sur case blanche e8 · Roi noir sur case blanche g8 · Pion noir sur case noire a7 · Fou noir sur case blanche b7 · Cavalier noir sur case blanche d7 · Fou noir sur case noire e7 · Pion noir sur case noire g7 · Pion noir sur case blanche h7 · Pion noir sur case noire b6 · Pion noir sur case blanche e6 · Cavalier noir sur case noire f6 · Pion noir sur case noire c5 · Cavalier blanc sur case noire e5 · Pion noir sur case blanche f5 · Pion blanc sur case blanche c4 · Pion blanc sur case noire d4 · Fou blanc sur case noire f4 · Fou blanc sur case blanche d3 · Cavalier blanc sur case blanche f3 · Pion blanc sur case blanche a2 · Pion blanc sur case noire b2 · Dame blanche sur case blanche e2 · Pion blanc sur case noire f2 · Pion blanc sur case blanche g2 · Pion blanc sur case noire h2 · Tour blanche sur case noire a1 · Tour blanche sur case blanche f1 · Roi blanc sur case noire g1 | Tour noire sur case blanche a8 · Dame noire sur case noire d8 · Tour noire sur case blanche e8 · Roi noir sur case blanche g8 · Pion noir sur case noire a7 · Fou noir sur case blanche b7 · Cavalier noir sur case blanche d7 · Fou noir sur case noire e7 · Pion noir sur case noire g7 · Pion noir sur case blanche h7 · Pion noir sur case noire b6 · Pion noir sur case blanche e6 · Cavalier noir sur case noire f6 · Pion noir sur case noire c5 · Cavalier blanc sur case noire e5 · Pion noir sur case blanche f5 · Pion blanc sur case blanche c4 · Pion blanc sur case noire d4 · Fou blanc sur case noire f4 · Fou blanc sur case blanche d3 · Cavalier blanc sur case blanche f3 · Pion blanc sur case blanche a2 · Pion blanc sur case noire b2 · Dame blanche sur case blanche e2 · Pion blanc sur case noire f2 · Pion blanc sur case blanche g2 · Pion blanc sur case noire h2 · Tour blanche sur case noire a1 · Tour blanche sur case blanche f1 · Roi blanc sur case noire g1 | Tour noire sur case blanche a8 · Dame noire sur case noire d8 · Tour noire sur case blanche e8 · Roi noir sur case blanche g8 · Pion noir sur case noire a7 · Fou noir sur case blanche b7 · Cavalier noir sur case blanche d7 · Fou noir sur case noire e7 · Pion noir sur case noire g7 · Pion noir sur case blanche h7 · Pion noir sur case noire b6 · Pion noir sur case blanche e6 · Cavalier noir sur case noire f6 · Pion noir sur case noire c5 · Cavalier blanc sur case noire e5 · Pion noir sur case blanche f5 · Pion blanc sur case blanche c4 · Pion blanc sur case noire d4 · Fou blanc sur case noire f4 · Fou blanc sur case blanche d3 · Cavalier blanc sur case blanche f3 · Pion blanc sur case blanche a2 · Pion blanc sur case noire b2 · Dame blanche sur case blanche e2 · Pion blanc sur case noire f2 · Pion blanc sur case blanche g2 · Pion blanc sur case noire h2 · Tour blanche sur case noire a1 · Tour blanche sur case blanche f1 · Roi blanc sur case noire g1 | Tour noire sur case blanche a8 · Dame noire sur case noire d8 · Tour noire sur case blanche e8 · Roi noir sur case blanche g8 · Pion noir sur case noire a7 · Fou noir sur case blanche b7 · Cavalier noir sur case blanche d7 · Fou noir sur case noire e7 · Pion noir sur case noire g7 · Pion noir sur case blanche h7 · Pion noir sur case noire b6 · Pion noir sur case blanche e6 · Cavalier noir sur case noire f6 · Pion noir sur case noire c5 · Cavalier blanc sur case noire e5 · Pion noir sur case blanche f5 · Pion blanc sur case blanche c4 · Pion blanc sur case noire d4 · Fou blanc sur case noire f4 · Fou blanc sur case blanche d3 · Cavalier blanc sur case blanche f3 · Pion blanc sur case blanche a2 · Pion blanc sur case noire b2 · Dame blanche sur case blanche e2 · Pion blanc sur case noire f2 · Pion blanc sur case blanche g2 · Pion blanc sur case noire h2 · Tour blanche sur case noire a1 · Tour blanche sur case blanche f1 · Roi blanc sur case noire g1 | Tour noire sur case blanche a8 · Dame noire sur case noire d8 · Tour noire sur case blanche e8 · Roi noir sur case blanche g8 · Pion noir sur case noire a7 · Fou noir sur case blanche b7 · Cavalier noir sur case blanche d7 · Fou noir sur case noire e7 · Pion noir sur case noire g7 · Pion noir sur case blanche h7 · Pion noir sur case noire b6 · Pion noir sur case blanche e6 · Cavalier noir sur case noire f6 · Pion noir sur case noire c5 · Cavalier blanc sur case noire e5 · Pion noir sur case blanche f5 · Pion blanc sur case blanche c4 · Pion blanc sur case noire d4 · Fou blanc sur case noire f4 · Fou blanc sur case blanche d3 · Cavalier blanc sur case blanche f3 · Pion blanc sur case blanche a2 · Pion blanc sur case noire b2 · Dame blanche sur case blanche e2 · Pion blanc sur case noire f2 · Pion blanc sur case blanche g2 · Pion blanc sur case noire h2 · Tour blanche sur case noire a1 · Tour blanche sur case blanche f1 · Roi blanc sur case noire g1 | Tour noire sur case blanche a8 · Dame noire sur case noire d8 · Tour noire sur case blanche e8 · Roi noir sur case blanche g8 · Pion noir sur case noire a7 · Fou noir sur case blanche b7 · Cavalier noir sur case blanche d7 · Fou noir sur case noire e7 · Pion noir sur case noire g7 · Pion noir sur case blanche h7 · Pion noir sur case noire b6 · Pion noir sur case blanche e6 · Cavalier noir sur case noire f6 · Pion noir sur case noire c5 · Cavalier blanc sur case noire e5 · Pion noir sur case blanche f5 · Pion blanc sur case blanche c4 · Pion blanc sur case noire d4 · Fou blanc sur case noire f4 · Fou blanc sur case blanche d3 · Cavalier blanc sur case blanche f3 · Pion blanc sur case blanche a2 · Pion blanc sur case noire b2 · Dame blanche sur case blanche e2 · Pion blanc sur case noire f2 · Pion blanc sur case blanche g2 · Pion blanc sur case noire h2 · Tour blanche sur case noire a1 · Tour blanche sur case blanche f1 · Roi blanc sur case noire g1 | 1 |
|   | a | b | c | d | e | f | g | h |   |

6. Cg5 Fe7 7. C5f3 c6 8. Ce5 0-0 9. Cgf3 b6 10. Fd3 Fb7 11. 0-0 Te8 12. c4 Cf6 13. Ff4 Cbd7 14. De2 c5 (diagramme)
Les Blancs contrôlent le centre et leurs pièces sont pointées vers le roque adverse. Les Noirs ont ouvert leur roque et le pion en e6 est sans protection. Alekhine profite de ces deux facteurs pour mater son adversaire.
15. Cf7!!
Un coup magnifique ! Les Noirs doivent prendre le cavalier car s'ils déplacent la dame, un mat à l'étouffé suivra en commençant par 16. Dxe6.
15. ...Rxf7 16. Dxe6+!!
La pointe ! Si les Noirs prennent la dame, alors suit 17. Cg5 mat. S'ils jouent 16. ... Rf8, alors 17. Cg5 décide de l'issue de la partie.
16. ...Rg6
Alekhine annonce mat en deux coups.
17. g4 Fe4 18. Ch4# (mat)

### Alekhine – Bogoljubov, Triberg, 1921
Alexandre Alekhine – Efim Bogoljubov, Triberg, 1921, Défense ouest-indienne :

1. d4 Cf6 2. Cf3 e6 3. c4 b6 4. g3 Fb7 5. Fg2 c5 6. dxc5 Fxc5 7. 0-0 0-0 8. Cc3 d5 9. Cd4 Fxd4 10. Dxd4 Cc6 11. Dh4 dxc4 12. Td1 Dc8 13. Fg5 Cd5 14. Cxd5 exd5 15. Txd5 Cb4 16. Fe4 f5 17. Fxf5 Txf5 18. Td8+ Dxd8 19. Fxd8 Tc8 20. Td1 Tf7 21. Dg4 Cd3 22. exd3 Txd8 23. dxc4 Tdf8 24. f4 Te7 25. Rf2 h6 26. Te1 Fc8 27. Df3 Tef7 28. Dd5 g5 29. Te7 gxf4 30. gxf4 1-0 (la position est maintenant sans espoir pour les Noirs).

### Alekhine – Marshall, Baden-Baden, 1925
Alexandre Alekhine – Frank Marshall, Baden-Baden, 4e ronde, 7 août 1925, Gambit dame :

1. d4 d5 2. c4 Cf6 3. cxd5 Cxd5 4. e4 Cf6 5. Fd3 e5 6. dxe5 Cg4 7. Cf3 Cc6 8. Fg5 Fe7 9. Fxe7 Dxe7 10. Cc3 Ccxe5 11. Cxe5 Dxe5 12. h3 Cf6 13. Dd2 Fd7 14. De3 Fc6 15. O-O-O O-O 16. f4 De6 17. e5 Tfe8 18. The1 Tad8 19. f5 De7 20. Dg5 Cd5 21. f6 Df8 22. Fc4 Cxc3 23. Txd8 Txd8 24. fxg7 Cxa2+ 25. Rb1 De8 26. e6 Fe4+ 27. Ra1 (Txe4 gagnait aussi, mais Alekhine préfère mettre son roi à l'abri) f5 (fxe6 perd également : 28. Fxe6 Dxe6 29. Dxd8 suivi de 30. Dd4 et 31. Txe4) 28. e7+ Td5 (si 28. ...Fd5, 29. exd8=D) 29. Df6 (menace Df8+) ...Df7 30. e8=D+ 1-0 (pourrait suivre : 30. ...DxD 31. FxT+ FxF 32. TxD mat)
Alekhine remporta le tournoi de Baden-Baden 1925 sans perdre la moindre partie (+12, =8).

## Citation
« La finalité de la vie humaine et le sens du bonheur consistent à donner le maximum de ce qu'on peut donner. Et comme j'ai senti, pour ainsi dire inconsciemment, que c'était aux échecs que je pouvais obtenir les plus grandes réussites, je suis devenu maître d'échecs. »

— Alexandre Alekhine.

## Hommages
- Un astéroïde, (1909) Alekhine, a été nommé en son hommage.
- La nouvelle Plus immoral que Richard Wagner et Jack l'éventreur d'Arthur Larrue met en scène Alexandre Alekhine et quelques-uns de ses contemporains (Najdorf, Tartakover, Capablanca)[21],[22].
- Le roman La diagonale Alekhine (2021) d'Arthur Larrue s'inspire des sept dernières années de sa vie[23].

## Publications d'Alekhine

### Recueils de parties
- Mes meilleures parties (1908–1923), 1926 Ce livre correspond au premier tome de Deux cents parties d'échecs.
  - (en) My best Games of Chess, 1908 – 1923, Londres, Bell, 1927 ; réédition 2008, Ishi Press  (ISBN 978-0923-89149-7).
- Deux cents parties d'échecs, 1908 – 1927, 2 tomes (1908–1923 et 1923–1927) Le premier tome reprend le livre paru en 1926 sous le titre Mes meilleures parties (1908–1923). Le deuxième tome contient toutes les parties du championnat du monde de 1927, mais aucune des parties jouées par Alekhine lors des tournois de New York 1924 et New York 1927.
  - Nouvelle édition, Deux cents parties d'échecs, Éditions Grasset/Europe Échecs :
    - Tome 1, 1999, 221 pages,  (ISBN 978-2246-58681-4).
    - Tome 2, 2000, 229 pages,  (ISBN 978-2246-58691-3).

- (en) My best Games of Chess, 1924 – 1937, Londres, Bell, 1939 ; Réédition 1972, David Mckay  (ISBN 978-0923-89149-7)
  - Rééditions en un seul volume :
    - My Best Games of Chess 1908-1937, Dover Chess, Notation descriptive, 2011, 592 pages,  (ISBN 978-0486-24941-4)
    - My Best Games of Chess 1908-1937, Russell Enterprises, Notation algébrique, 2013, 456 pages,  (ISBN 978-1936-49065-3).

### Livres de tournois et de matchs écrits par Alekhine
- Hastings 1922 : (en) The Book of the Hastings International Masters' Chess Tournament 1922, Londres, 1923
- New York 1924 : (en) The Book of the New York International Chess Tournament 1924, New York, 1925
  - Ce livre a été traduit en français en 2021 sous le titre : New York 1924 : combat entre trois géants des échecs, éditeur : Books on Demand, Paris.
- La Valeur théorique du tournoi de Baden Baden, 1925
- (avec Max Euwe) Match Alekhine–Euwe 1926–1927 (nl) De schaakwedstrijd Aljechin-Euwe, 1927
- Kecskemét 1927 : (de) Das erste internationale Schachmeisterturnier in Keckskemét, 1928
- New York 1927 : (de) Das New Yorker Schach-Turnier, 1927, Berlin et Leipzig, 1928.
  - Ce livre a été traduit en français en 2018 sous le titre : New York 1927 : le chant du cygne de Capablanca., éd. BoD.
- Londres 1932 : (en) Sixty Master Games Played in the London International Chess Tournament, 1932, Londres, Hollings, 1932
- Zurich 1934 : (de) Internationales und 37 Schweizerisches Schachturnier in Zürich 1934, 1935
- (avec Max Euwe) Match Alekhine–Euwe 1935 : (nl) Alekhine–Euwe 1935, 1936
- Nottingham 1936 : (en) The Book of the Nottingham International Chess Tournament, 1936, Londres, 1937
- (avec des annotations de Max Euwe) Euwe–Alekhine 1937 : (en) The World's Chess Championship, 1937: Official Account of the Games, (édition de Harry Golombek), Londres, Pitman, 1938 ;
  - rééd. Londres, Batsford, 1993 ; Hardinge Simpole, 2002
- Madrid 1943 : (es) Gran Torneo Internacional de Ajedrez, Madrid 1943, 1944

### Recueils de parties d'autres joueurs commentées par Alekhine
- (de) Das Schachleben in Sowjet-Russland, 1921
- (es) ¡Legado!, 1946
- (es) Gran Ajedrez, 1947

### Recueils de parties d'Alekhine commentées par d'autres
- (en) 107 Great Chess Battles (1939–1945), édité et traduit par E. G. Winter, Dover, 1992,  (ISBN 0-486-27104-8).
- (en) Alekhine's Best Games of Chess 1938-1945, par Conel Hugh O'Donel Alexander, réédité en 2010 par Ishi Press.

## Avis critique surMy best Games of Chess
|   | a | b | c | d | e | f | g | h |   |
| 8 | Tour noire sur case blanche a8 · Fou noir sur case blanche c8 · Dame blanche sur case blanche g8 · Pion noir sur case noire a7 · Pion noir sur case blanche b7 · Roi noir sur case noire b6 · Cavalier noir sur case blanche c6 · Tour blanche sur case noire h6 · Fou noir sur case noire c5 · Pion noir sur case blanche d5 · Dame blanche sur case noire f4 · Dame blanche sur case noire e3 · Roi blanc sur case blanche f3 · Dame noire sur case blanche c2 · Pion blanc sur case noire f2 · Dame noire sur case blanche b1 · Fou blanc sur case blanche f1 · Cavalier blanc sur case noire g1 | Tour noire sur case blanche a8 · Fou noir sur case blanche c8 · Dame blanche sur case blanche g8 · Pion noir sur case noire a7 · Pion noir sur case blanche b7 · Roi noir sur case noire b6 · Cavalier noir sur case blanche c6 · Tour blanche sur case noire h6 · Fou noir sur case noire c5 · Pion noir sur case blanche d5 · Dame blanche sur case noire f4 · Dame blanche sur case noire e3 · Roi blanc sur case blanche f3 · Dame noire sur case blanche c2 · Pion blanc sur case noire f2 · Dame noire sur case blanche b1 · Fou blanc sur case blanche f1 · Cavalier blanc sur case noire g1 | Tour noire sur case blanche a8 · Fou noir sur case blanche c8 · Dame blanche sur case blanche g8 · Pion noir sur case noire a7 · Pion noir sur case blanche b7 · Roi noir sur case noire b6 · Cavalier noir sur case blanche c6 · Tour blanche sur case noire h6 · Fou noir sur case noire c5 · Pion noir sur case blanche d5 · Dame blanche sur case noire f4 · Dame blanche sur case noire e3 · Roi blanc sur case blanche f3 · Dame noire sur case blanche c2 · Pion blanc sur case noire f2 · Dame noire sur case blanche b1 · Fou blanc sur case blanche f1 · Cavalier blanc sur case noire g1 | Tour noire sur case blanche a8 · Fou noir sur case blanche c8 · Dame blanche sur case blanche g8 · Pion noir sur case noire a7 · Pion noir sur case blanche b7 · Roi noir sur case noire b6 · Cavalier noir sur case blanche c6 · Tour blanche sur case noire h6 · Fou noir sur case noire c5 · Pion noir sur case blanche d5 · Dame blanche sur case noire f4 · Dame blanche sur case noire e3 · Roi blanc sur case blanche f3 · Dame noire sur case blanche c2 · Pion blanc sur case noire f2 · Dame noire sur case blanche b1 · Fou blanc sur case blanche f1 · Cavalier blanc sur case noire g1 | Tour noire sur case blanche a8 · Fou noir sur case blanche c8 · Dame blanche sur case blanche g8 · Pion noir sur case noire a7 · Pion noir sur case blanche b7 · Roi noir sur case noire b6 · Cavalier noir sur case blanche c6 · Tour blanche sur case noire h6 · Fou noir sur case noire c5 · Pion noir sur case blanche d5 · Dame blanche sur case noire f4 · Dame blanche sur case noire e3 · Roi blanc sur case blanche f3 · Dame noire sur case blanche c2 · Pion blanc sur case noire f2 · Dame noire sur case blanche b1 · Fou blanc sur case blanche f1 · Cavalier blanc sur case noire g1 | Tour noire sur case blanche a8 · Fou noir sur case blanche c8 · Dame blanche sur case blanche g8 · Pion noir sur case noire a7 · Pion noir sur case blanche b7 · Roi noir sur case noire b6 · Cavalier noir sur case blanche c6 · Tour blanche sur case noire h6 · Fou noir sur case noire c5 · Pion noir sur case blanche d5 · Dame blanche sur case noire f4 · Dame blanche sur case noire e3 · Roi blanc sur case blanche f3 · Dame noire sur case blanche c2 · Pion blanc sur case noire f2 · Dame noire sur case blanche b1 · Fou blanc sur case blanche f1 · Cavalier blanc sur case noire g1 | Tour noire sur case blanche a8 · Fou noir sur case blanche c8 · Dame blanche sur case blanche g8 · Pion noir sur case noire a7 · Pion noir sur case blanche b7 · Roi noir sur case noire b6 · Cavalier noir sur case blanche c6 · Tour blanche sur case noire h6 · Fou noir sur case noire c5 · Pion noir sur case blanche d5 · Dame blanche sur case noire f4 · Dame blanche sur case noire e3 · Roi blanc sur case blanche f3 · Dame noire sur case blanche c2 · Pion blanc sur case noire f2 · Dame noire sur case blanche b1 · Fou blanc sur case blanche f1 · Cavalier blanc sur case noire g1 | Tour noire sur case blanche a8 · Fou noir sur case blanche c8 · Dame blanche sur case blanche g8 · Pion noir sur case noire a7 · Pion noir sur case blanche b7 · Roi noir sur case noire b6 · Cavalier noir sur case blanche c6 · Tour blanche sur case noire h6 · Fou noir sur case noire c5 · Pion noir sur case blanche d5 · Dame blanche sur case noire f4 · Dame blanche sur case noire e3 · Roi blanc sur case blanche f3 · Dame noire sur case blanche c2 · Pion blanc sur case noire f2 · Dame noire sur case blanche b1 · Fou blanc sur case blanche f1 · Cavalier blanc sur case noire g1 | 8 |
| 7 | Tour noire sur case blanche a8 · Fou noir sur case blanche c8 · Dame blanche sur case blanche g8 · Pion noir sur case noire a7 · Pion noir sur case blanche b7 · Roi noir sur case noire b6 · Cavalier noir sur case blanche c6 · Tour blanche sur case noire h6 · Fou noir sur case noire c5 · Pion noir sur case blanche d5 · Dame blanche sur case noire f4 · Dame blanche sur case noire e3 · Roi blanc sur case blanche f3 · Dame noire sur case blanche c2 · Pion blanc sur case noire f2 · Dame noire sur case blanche b1 · Fou blanc sur case blanche f1 · Cavalier blanc sur case noire g1 | Tour noire sur case blanche a8 · Fou noir sur case blanche c8 · Dame blanche sur case blanche g8 · Pion noir sur case noire a7 · Pion noir sur case blanche b7 · Roi noir sur case noire b6 · Cavalier noir sur case blanche c6 · Tour blanche sur case noire h6 · Fou noir sur case noire c5 · Pion noir sur case blanche d5 · Dame blanche sur case noire f4 · Dame blanche sur case noire e3 · Roi blanc sur case blanche f3 · Dame noire sur case blanche c2 · Pion blanc sur case noire f2 · Dame noire sur case blanche b1 · Fou blanc sur case blanche f1 · Cavalier blanc sur case noire g1 | Tour noire sur case blanche a8 · Fou noir sur case blanche c8 · Dame blanche sur case blanche g8 · Pion noir sur case noire a7 · Pion noir sur case blanche b7 · Roi noir sur case noire b6 · Cavalier noir sur case blanche c6 · Tour blanche sur case noire h6 · Fou noir sur case noire c5 · Pion noir sur case blanche d5 · Dame blanche sur case noire f4 · Dame blanche sur case noire e3 · Roi blanc sur case blanche f3 · Dame noire sur case blanche c2 · Pion blanc sur case noire f2 · Dame noire sur case blanche b1 · Fou blanc sur case blanche f1 · Cavalier blanc sur case noire g1 | Tour noire sur case blanche a8 · Fou noir sur case blanche c8 · Dame blanche sur case blanche g8 · Pion noir sur case noire a7 · Pion noir sur case blanche b7 · Roi noir sur case noire b6 · Cavalier noir sur case blanche c6 · Tour blanche sur case noire h6 · Fou noir sur case noire c5 · Pion noir sur case blanche d5 · Dame blanche sur case noire f4 · Dame blanche sur case noire e3 · Roi blanc sur case blanche f3 · Dame noire sur case blanche c2 · Pion blanc sur case noire f2 · Dame noire sur case blanche b1 · Fou blanc sur case blanche f1 · Cavalier blanc sur case noire g1 | Tour noire sur case blanche a8 · Fou noir sur case blanche c8 · Dame blanche sur case blanche g8 · Pion noir sur case noire a7 · Pion noir sur case blanche b7 · Roi noir sur case noire b6 · Cavalier noir sur case blanche c6 · Tour blanche sur case noire h6 · Fou noir sur case noire c5 · Pion noir sur case blanche d5 · Dame blanche sur case noire f4 · Dame blanche sur case noire e3 · Roi blanc sur case blanche f3 · Dame noire sur case blanche c2 · Pion blanc sur case noire f2 · Dame noire sur case blanche b1 · Fou blanc sur case blanche f1 · Cavalier blanc sur case noire g1 | Tour noire sur case blanche a8 · Fou noir sur case blanche c8 · Dame blanche sur case blanche g8 · Pion noir sur case noire a7 · Pion noir sur case blanche b7 · Roi noir sur case noire b6 · Cavalier noir sur case blanche c6 · Tour blanche sur case noire h6 · Fou noir sur case noire c5 · Pion noir sur case blanche d5 · Dame blanche sur case noire f4 · Dame blanche sur case noire e3 · Roi blanc sur case blanche f3 · Dame noire sur case blanche c2 · Pion blanc sur case noire f2 · Dame noire sur case blanche b1 · Fou blanc sur case blanche f1 · Cavalier blanc sur case noire g1 | Tour noire sur case blanche a8 · Fou noir sur case blanche c8 · Dame blanche sur case blanche g8 · Pion noir sur case noire a7 · Pion noir sur case blanche b7 · Roi noir sur case noire b6 · Cavalier noir sur case blanche c6 · Tour blanche sur case noire h6 · Fou noir sur case noire c5 · Pion noir sur case blanche d5 · Dame blanche sur case noire f4 · Dame blanche sur case noire e3 · Roi blanc sur case blanche f3 · Dame noire sur case blanche c2 · Pion blanc sur case noire f2 · Dame noire sur case blanche b1 · Fou blanc sur case blanche f1 · Cavalier blanc sur case noire g1 | Tour noire sur case blanche a8 · Fou noir sur case blanche c8 · Dame blanche sur case blanche g8 · Pion noir sur case noire a7 · Pion noir sur case blanche b7 · Roi noir sur case noire b6 · Cavalier noir sur case blanche c6 · Tour blanche sur case noire h6 · Fou noir sur case noire c5 · Pion noir sur case blanche d5 · Dame blanche sur case noire f4 · Dame blanche sur case noire e3 · Roi blanc sur case blanche f3 · Dame noire sur case blanche c2 · Pion blanc sur case noire f2 · Dame noire sur case blanche b1 · Fou blanc sur case blanche f1 · Cavalier blanc sur case noire g1 | 7 |
| 6 | Tour noire sur case blanche a8 · Fou noir sur case blanche c8 · Dame blanche sur case blanche g8 · Pion noir sur case noire a7 · Pion noir sur case blanche b7 · Roi noir sur case noire b6 · Cavalier noir sur case blanche c6 · Tour blanche sur case noire h6 · Fou noir sur case noire c5 · Pion noir sur case blanche d5 · Dame blanche sur case noire f4 · Dame blanche sur case noire e3 · Roi blanc sur case blanche f3 · Dame noire sur case blanche c2 · Pion blanc sur case noire f2 · Dame noire sur case blanche b1 · Fou blanc sur case blanche f1 · Cavalier blanc sur case noire g1 | Tour noire sur case blanche a8 · Fou noir sur case blanche c8 · Dame blanche sur case blanche g8 · Pion noir sur case noire a7 · Pion noir sur case blanche b7 · Roi noir sur case noire b6 · Cavalier noir sur case blanche c6 · Tour blanche sur case noire h6 · Fou noir sur case noire c5 · Pion noir sur case blanche d5 · Dame blanche sur case noire f4 · Dame blanche sur case noire e3 · Roi blanc sur case blanche f3 · Dame noire sur case blanche c2 · Pion blanc sur case noire f2 · Dame noire sur case blanche b1 · Fou blanc sur case blanche f1 · Cavalier blanc sur case noire g1 | Tour noire sur case blanche a8 · Fou noir sur case blanche c8 · Dame blanche sur case blanche g8 · Pion noir sur case noire a7 · Pion noir sur case blanche b7 · Roi noir sur case noire b6 · Cavalier noir sur case blanche c6 · Tour blanche sur case noire h6 · Fou noir sur case noire c5 · Pion noir sur case blanche d5 · Dame blanche sur case noire f4 · Dame blanche sur case noire e3 · Roi blanc sur case blanche f3 · Dame noire sur case blanche c2 · Pion blanc sur case noire f2 · Dame noire sur case blanche b1 · Fou blanc sur case blanche f1 · Cavalier blanc sur case noire g1 | Tour noire sur case blanche a8 · Fou noir sur case blanche c8 · Dame blanche sur case blanche g8 · Pion noir sur case noire a7 · Pion noir sur case blanche b7 · Roi noir sur case noire b6 · Cavalier noir sur case blanche c6 · Tour blanche sur case noire h6 · Fou noir sur case noire c5 · Pion noir sur case blanche d5 · Dame blanche sur case noire f4 · Dame blanche sur case noire e3 · Roi blanc sur case blanche f3 · Dame noire sur case blanche c2 · Pion blanc sur case noire f2 · Dame noire sur case blanche b1 · Fou blanc sur case blanche f1 · Cavalier blanc sur case noire g1 | Tour noire sur case blanche a8 · Fou noir sur case blanche c8 · Dame blanche sur case blanche g8 · Pion noir sur case noire a7 · Pion noir sur case blanche b7 · Roi noir sur case noire b6 · Cavalier noir sur case blanche c6 · Tour blanche sur case noire h6 · Fou noir sur case noire c5 · Pion noir sur case blanche d5 · Dame blanche sur case noire f4 · Dame blanche sur case noire e3 · Roi blanc sur case blanche f3 · Dame noire sur case blanche c2 · Pion blanc sur case noire f2 · Dame noire sur case blanche b1 · Fou blanc sur case blanche f1 · Cavalier blanc sur case noire g1 | Tour noire sur case blanche a8 · Fou noir sur case blanche c8 · Dame blanche sur case blanche g8 · Pion noir sur case noire a7 · Pion noir sur case blanche b7 · Roi noir sur case noire b6 · Cavalier noir sur case blanche c6 · Tour blanche sur case noire h6 · Fou noir sur case noire c5 · Pion noir sur case blanche d5 · Dame blanche sur case noire f4 · Dame blanche sur case noire e3 · Roi blanc sur case blanche f3 · Dame noire sur case blanche c2 · Pion blanc sur case noire f2 · Dame noire sur case blanche b1 · Fou blanc sur case blanche f1 · Cavalier blanc sur case noire g1 | Tour noire sur case blanche a8 · Fou noir sur case blanche c8 · Dame blanche sur case blanche g8 · Pion noir sur case noire a7 · Pion noir sur case blanche b7 · Roi noir sur case noire b6 · Cavalier noir sur case blanche c6 · Tour blanche sur case noire h6 · Fou noir sur case noire c5 · Pion noir sur case blanche d5 · Dame blanche sur case noire f4 · Dame blanche sur case noire e3 · Roi blanc sur case blanche f3 · Dame noire sur case blanche c2 · Pion blanc sur case noire f2 · Dame noire sur case blanche b1 · Fou blanc sur case blanche f1 · Cavalier blanc sur case noire g1 | Tour noire sur case blanche a8 · Fou noir sur case blanche c8 · Dame blanche sur case blanche g8 · Pion noir sur case noire a7 · Pion noir sur case blanche b7 · Roi noir sur case noire b6 · Cavalier noir sur case blanche c6 · Tour blanche sur case noire h6 · Fou noir sur case noire c5 · Pion noir sur case blanche d5 · Dame blanche sur case noire f4 · Dame blanche sur case noire e3 · Roi blanc sur case blanche f3 · Dame noire sur case blanche c2 · Pion blanc sur case noire f2 · Dame noire sur case blanche b1 · Fou blanc sur case blanche f1 · Cavalier blanc sur case noire g1 | 6 |
| 5 | Tour noire sur case blanche a8 · Fou noir sur case blanche c8 · Dame blanche sur case blanche g8 · Pion noir sur case noire a7 · Pion noir sur case blanche b7 · Roi noir sur case noire b6 · Cavalier noir sur case blanche c6 · Tour blanche sur case noire h6 · Fou noir sur case noire c5 · Pion noir sur case blanche d5 · Dame blanche sur case noire f4 · Dame blanche sur case noire e3 · Roi blanc sur case blanche f3 · Dame noire sur case blanche c2 · Pion blanc sur case noire f2 · Dame noire sur case blanche b1 · Fou blanc sur case blanche f1 · Cavalier blanc sur case noire g1 | Tour noire sur case blanche a8 · Fou noir sur case blanche c8 · Dame blanche sur case blanche g8 · Pion noir sur case noire a7 · Pion noir sur case blanche b7 · Roi noir sur case noire b6 · Cavalier noir sur case blanche c6 · Tour blanche sur case noire h6 · Fou noir sur case noire c5 · Pion noir sur case blanche d5 · Dame blanche sur case noire f4 · Dame blanche sur case noire e3 · Roi blanc sur case blanche f3 · Dame noire sur case blanche c2 · Pion blanc sur case noire f2 · Dame noire sur case blanche b1 · Fou blanc sur case blanche f1 · Cavalier blanc sur case noire g1 | Tour noire sur case blanche a8 · Fou noir sur case blanche c8 · Dame blanche sur case blanche g8 · Pion noir sur case noire a7 · Pion noir sur case blanche b7 · Roi noir sur case noire b6 · Cavalier noir sur case blanche c6 · Tour blanche sur case noire h6 · Fou noir sur case noire c5 · Pion noir sur case blanche d5 · Dame blanche sur case noire f4 · Dame blanche sur case noire e3 · Roi blanc sur case blanche f3 · Dame noire sur case blanche c2 · Pion blanc sur case noire f2 · Dame noire sur case blanche b1 · Fou blanc sur case blanche f1 · Cavalier blanc sur case noire g1 | Tour noire sur case blanche a8 · Fou noir sur case blanche c8 · Dame blanche sur case blanche g8 · Pion noir sur case noire a7 · Pion noir sur case blanche b7 · Roi noir sur case noire b6 · Cavalier noir sur case blanche c6 · Tour blanche sur case noire h6 · Fou noir sur case noire c5 · Pion noir sur case blanche d5 · Dame blanche sur case noire f4 · Dame blanche sur case noire e3 · Roi blanc sur case blanche f3 · Dame noire sur case blanche c2 · Pion blanc sur case noire f2 · Dame noire sur case blanche b1 · Fou blanc sur case blanche f1 · Cavalier blanc sur case noire g1 | Tour noire sur case blanche a8 · Fou noir sur case blanche c8 · Dame blanche sur case blanche g8 · Pion noir sur case noire a7 · Pion noir sur case blanche b7 · Roi noir sur case noire b6 · Cavalier noir sur case blanche c6 · Tour blanche sur case noire h6 · Fou noir sur case noire c5 · Pion noir sur case blanche d5 · Dame blanche sur case noire f4 · Dame blanche sur case noire e3 · Roi blanc sur case blanche f3 · Dame noire sur case blanche c2 · Pion blanc sur case noire f2 · Dame noire sur case blanche b1 · Fou blanc sur case blanche f1 · Cavalier blanc sur case noire g1 | Tour noire sur case blanche a8 · Fou noir sur case blanche c8 · Dame blanche sur case blanche g8 · Pion noir sur case noire a7 · Pion noir sur case blanche b7 · Roi noir sur case noire b6 · Cavalier noir sur case blanche c6 · Tour blanche sur case noire h6 · Fou noir sur case noire c5 · Pion noir sur case blanche d5 · Dame blanche sur case noire f4 · Dame blanche sur case noire e3 · Roi blanc sur case blanche f3 · Dame noire sur case blanche c2 · Pion blanc sur case noire f2 · Dame noire sur case blanche b1 · Fou blanc sur case blanche f1 · Cavalier blanc sur case noire g1 | Tour noire sur case blanche a8 · Fou noir sur case blanche c8 · Dame blanche sur case blanche g8 · Pion noir sur case noire a7 · Pion noir sur case blanche b7 · Roi noir sur case noire b6 · Cavalier noir sur case blanche c6 · Tour blanche sur case noire h6 · Fou noir sur case noire c5 · Pion noir sur case blanche d5 · Dame blanche sur case noire f4 · Dame blanche sur case noire e3 · Roi blanc sur case blanche f3 · Dame noire sur case blanche c2 · Pion blanc sur case noire f2 · Dame noire sur case blanche b1 · Fou blanc sur case blanche f1 · Cavalier blanc sur case noire g1 | Tour noire sur case blanche a8 · Fou noir sur case blanche c8 · Dame blanche sur case blanche g8 · Pion noir sur case noire a7 · Pion noir sur case blanche b7 · Roi noir sur case noire b6 · Cavalier noir sur case blanche c6 · Tour blanche sur case noire h6 · Fou noir sur case noire c5 · Pion noir sur case blanche d5 · Dame blanche sur case noire f4 · Dame blanche sur case noire e3 · Roi blanc sur case blanche f3 · Dame noire sur case blanche c2 · Pion blanc sur case noire f2 · Dame noire sur case blanche b1 · Fou blanc sur case blanche f1 · Cavalier blanc sur case noire g1 | 5 |
| 4 | Tour noire sur case blanche a8 · Fou noir sur case blanche c8 · Dame blanche sur case blanche g8 · Pion noir sur case noire a7 · Pion noir sur case blanche b7 · Roi noir sur case noire b6 · Cavalier noir sur case blanche c6 · Tour blanche sur case noire h6 · Fou noir sur case noire c5 · Pion noir sur case blanche d5 · Dame blanche sur case noire f4 · Dame blanche sur case noire e3 · Roi blanc sur case blanche f3 · Dame noire sur case blanche c2 · Pion blanc sur case noire f2 · Dame noire sur case blanche b1 · Fou blanc sur case blanche f1 · Cavalier blanc sur case noire g1 | Tour noire sur case blanche a8 · Fou noir sur case blanche c8 · Dame blanche sur case blanche g8 · Pion noir sur case noire a7 · Pion noir sur case blanche b7 · Roi noir sur case noire b6 · Cavalier noir sur case blanche c6 · Tour blanche sur case noire h6 · Fou noir sur case noire c5 · Pion noir sur case blanche d5 · Dame blanche sur case noire f4 · Dame blanche sur case noire e3 · Roi blanc sur case blanche f3 · Dame noire sur case blanche c2 · Pion blanc sur case noire f2 · Dame noire sur case blanche b1 · Fou blanc sur case blanche f1 · Cavalier blanc sur case noire g1 | Tour noire sur case blanche a8 · Fou noir sur case blanche c8 · Dame blanche sur case blanche g8 · Pion noir sur case noire a7 · Pion noir sur case blanche b7 · Roi noir sur case noire b6 · Cavalier noir sur case blanche c6 · Tour blanche sur case noire h6 · Fou noir sur case noire c5 · Pion noir sur case blanche d5 · Dame blanche sur case noire f4 · Dame blanche sur case noire e3 · Roi blanc sur case blanche f3 · Dame noire sur case blanche c2 · Pion blanc sur case noire f2 · Dame noire sur case blanche b1 · Fou blanc sur case blanche f1 · Cavalier blanc sur case noire g1 | Tour noire sur case blanche a8 · Fou noir sur case blanche c8 · Dame blanche sur case blanche g8 · Pion noir sur case noire a7 · Pion noir sur case blanche b7 · Roi noir sur case noire b6 · Cavalier noir sur case blanche c6 · Tour blanche sur case noire h6 · Fou noir sur case noire c5 · Pion noir sur case blanche d5 · Dame blanche sur case noire f4 · Dame blanche sur case noire e3 · Roi blanc sur case blanche f3 · Dame noire sur case blanche c2 · Pion blanc sur case noire f2 · Dame noire sur case blanche b1 · Fou blanc sur case blanche f1 · Cavalier blanc sur case noire g1 | Tour noire sur case blanche a8 · Fou noir sur case blanche c8 · Dame blanche sur case blanche g8 · Pion noir sur case noire a7 · Pion noir sur case blanche b7 · Roi noir sur case noire b6 · Cavalier noir sur case blanche c6 · Tour blanche sur case noire h6 · Fou noir sur case noire c5 · Pion noir sur case blanche d5 · Dame blanche sur case noire f4 · Dame blanche sur case noire e3 · Roi blanc sur case blanche f3 · Dame noire sur case blanche c2 · Pion blanc sur case noire f2 · Dame noire sur case blanche b1 · Fou blanc sur case blanche f1 · Cavalier blanc sur case noire g1 | Tour noire sur case blanche a8 · Fou noir sur case blanche c8 · Dame blanche sur case blanche g8 · Pion noir sur case noire a7 · Pion noir sur case blanche b7 · Roi noir sur case noire b6 · Cavalier noir sur case blanche c6 · Tour blanche sur case noire h6 · Fou noir sur case noire c5 · Pion noir sur case blanche d5 · Dame blanche sur case noire f4 · Dame blanche sur case noire e3 · Roi blanc sur case blanche f3 · Dame noire sur case blanche c2 · Pion blanc sur case noire f2 · Dame noire sur case blanche b1 · Fou blanc sur case blanche f1 · Cavalier blanc sur case noire g1 | Tour noire sur case blanche a8 · Fou noir sur case blanche c8 · Dame blanche sur case blanche g8 · Pion noir sur case noire a7 · Pion noir sur case blanche b7 · Roi noir sur case noire b6 · Cavalier noir sur case blanche c6 · Tour blanche sur case noire h6 · Fou noir sur case noire c5 · Pion noir sur case blanche d5 · Dame blanche sur case noire f4 · Dame blanche sur case noire e3 · Roi blanc sur case blanche f3 · Dame noire sur case blanche c2 · Pion blanc sur case noire f2 · Dame noire sur case blanche b1 · Fou blanc sur case blanche f1 · Cavalier blanc sur case noire g1 | Tour noire sur case blanche a8 · Fou noir sur case blanche c8 · Dame blanche sur case blanche g8 · Pion noir sur case noire a7 · Pion noir sur case blanche b7 · Roi noir sur case noire b6 · Cavalier noir sur case blanche c6 · Tour blanche sur case noire h6 · Fou noir sur case noire c5 · Pion noir sur case blanche d5 · Dame blanche sur case noire f4 · Dame blanche sur case noire e3 · Roi blanc sur case blanche f3 · Dame noire sur case blanche c2 · Pion blanc sur case noire f2 · Dame noire sur case blanche b1 · Fou blanc sur case blanche f1 · Cavalier blanc sur case noire g1 | 4 |
| 3 | Tour noire sur case blanche a8 · Fou noir sur case blanche c8 · Dame blanche sur case blanche g8 · Pion noir sur case noire a7 · Pion noir sur case blanche b7 · Roi noir sur case noire b6 · Cavalier noir sur case blanche c6 · Tour blanche sur case noire h6 · Fou noir sur case noire c5 · Pion noir sur case blanche d5 · Dame blanche sur case noire f4 · Dame blanche sur case noire e3 · Roi blanc sur case blanche f3 · Dame noire sur case blanche c2 · Pion blanc sur case noire f2 · Dame noire sur case blanche b1 · Fou blanc sur case blanche f1 · Cavalier blanc sur case noire g1 | Tour noire sur case blanche a8 · Fou noir sur case blanche c8 · Dame blanche sur case blanche g8 · Pion noir sur case noire a7 · Pion noir sur case blanche b7 · Roi noir sur case noire b6 · Cavalier noir sur case blanche c6 · Tour blanche sur case noire h6 · Fou noir sur case noire c5 · Pion noir sur case blanche d5 · Dame blanche sur case noire f4 · Dame blanche sur case noire e3 · Roi blanc sur case blanche f3 · Dame noire sur case blanche c2 · Pion blanc sur case noire f2 · Dame noire sur case blanche b1 · Fou blanc sur case blanche f1 · Cavalier blanc sur case noire g1 | Tour noire sur case blanche a8 · Fou noir sur case blanche c8 · Dame blanche sur case blanche g8 · Pion noir sur case noire a7 · Pion noir sur case blanche b7 · Roi noir sur case noire b6 · Cavalier noir sur case blanche c6 · Tour blanche sur case noire h6 · Fou noir sur case noire c5 · Pion noir sur case blanche d5 · Dame blanche sur case noire f4 · Dame blanche sur case noire e3 · Roi blanc sur case blanche f3 · Dame noire sur case blanche c2 · Pion blanc sur case noire f2 · Dame noire sur case blanche b1 · Fou blanc sur case blanche f1 · Cavalier blanc sur case noire g1 | Tour noire sur case blanche a8 · Fou noir sur case blanche c8 · Dame blanche sur case blanche g8 · Pion noir sur case noire a7 · Pion noir sur case blanche b7 · Roi noir sur case noire b6 · Cavalier noir sur case blanche c6 · Tour blanche sur case noire h6 · Fou noir sur case noire c5 · Pion noir sur case blanche d5 · Dame blanche sur case noire f4 · Dame blanche sur case noire e3 · Roi blanc sur case blanche f3 · Dame noire sur case blanche c2 · Pion blanc sur case noire f2 · Dame noire sur case blanche b1 · Fou blanc sur case blanche f1 · Cavalier blanc sur case noire g1 | Tour noire sur case blanche a8 · Fou noir sur case blanche c8 · Dame blanche sur case blanche g8 · Pion noir sur case noire a7 · Pion noir sur case blanche b7 · Roi noir sur case noire b6 · Cavalier noir sur case blanche c6 · Tour blanche sur case noire h6 · Fou noir sur case noire c5 · Pion noir sur case blanche d5 · Dame blanche sur case noire f4 · Dame blanche sur case noire e3 · Roi blanc sur case blanche f3 · Dame noire sur case blanche c2 · Pion blanc sur case noire f2 · Dame noire sur case blanche b1 · Fou blanc sur case blanche f1 · Cavalier blanc sur case noire g1 | Tour noire sur case blanche a8 · Fou noir sur case blanche c8 · Dame blanche sur case blanche g8 · Pion noir sur case noire a7 · Pion noir sur case blanche b7 · Roi noir sur case noire b6 · Cavalier noir sur case blanche c6 · Tour blanche sur case noire h6 · Fou noir sur case noire c5 · Pion noir sur case blanche d5 · Dame blanche sur case noire f4 · Dame blanche sur case noire e3 · Roi blanc sur case blanche f3 · Dame noire sur case blanche c2 · Pion blanc sur case noire f2 · Dame noire sur case blanche b1 · Fou blanc sur case blanche f1 · Cavalier blanc sur case noire g1 | Tour noire sur case blanche a8 · Fou noir sur case blanche c8 · Dame blanche sur case blanche g8 · Pion noir sur case noire a7 · Pion noir sur case blanche b7 · Roi noir sur case noire b6 · Cavalier noir sur case blanche c6 · Tour blanche sur case noire h6 · Fou noir sur case noire c5 · Pion noir sur case blanche d5 · Dame blanche sur case noire f4 · Dame blanche sur case noire e3 · Roi blanc sur case blanche f3 · Dame noire sur case blanche c2 · Pion blanc sur case noire f2 · Dame noire sur case blanche b1 · Fou blanc sur case blanche f1 · Cavalier blanc sur case noire g1 | Tour noire sur case blanche a8 · Fou noir sur case blanche c8 · Dame blanche sur case blanche g8 · Pion noir sur case noire a7 · Pion noir sur case blanche b7 · Roi noir sur case noire b6 · Cavalier noir sur case blanche c6 · Tour blanche sur case noire h6 · Fou noir sur case noire c5 · Pion noir sur case blanche d5 · Dame blanche sur case noire f4 · Dame blanche sur case noire e3 · Roi blanc sur case blanche f3 · Dame noire sur case blanche c2 · Pion blanc sur case noire f2 · Dame noire sur case blanche b1 · Fou blanc sur case blanche f1 · Cavalier blanc sur case noire g1 | 3 |
| 2 | Tour noire sur case blanche a8 · Fou noir sur case blanche c8 · Dame blanche sur case blanche g8 · Pion noir sur case noire a7 · Pion noir sur case blanche b7 · Roi noir sur case noire b6 · Cavalier noir sur case blanche c6 · Tour blanche sur case noire h6 · Fou noir sur case noire c5 · Pion noir sur case blanche d5 · Dame blanche sur case noire f4 · Dame blanche sur case noire e3 · Roi blanc sur case blanche f3 · Dame noire sur case blanche c2 · Pion blanc sur case noire f2 · Dame noire sur case blanche b1 · Fou blanc sur case blanche f1 · Cavalier blanc sur case noire g1 | Tour noire sur case blanche a8 · Fou noir sur case blanche c8 · Dame blanche sur case blanche g8 · Pion noir sur case noire a7 · Pion noir sur case blanche b7 · Roi noir sur case noire b6 · Cavalier noir sur case blanche c6 · Tour blanche sur case noire h6 · Fou noir sur case noire c5 · Pion noir sur case blanche d5 · Dame blanche sur case noire f4 · Dame blanche sur case noire e3 · Roi blanc sur case blanche f3 · Dame noire sur case blanche c2 · Pion blanc sur case noire f2 · Dame noire sur case blanche b1 · Fou blanc sur case blanche f1 · Cavalier blanc sur case noire g1 | Tour noire sur case blanche a8 · Fou noir sur case blanche c8 · Dame blanche sur case blanche g8 · Pion noir sur case noire a7 · Pion noir sur case blanche b7 · Roi noir sur case noire b6 · Cavalier noir sur case blanche c6 · Tour blanche sur case noire h6 · Fou noir sur case noire c5 · Pion noir sur case blanche d5 · Dame blanche sur case noire f4 · Dame blanche sur case noire e3 · Roi blanc sur case blanche f3 · Dame noire sur case blanche c2 · Pion blanc sur case noire f2 · Dame noire sur case blanche b1 · Fou blanc sur case blanche f1 · Cavalier blanc sur case noire g1 | Tour noire sur case blanche a8 · Fou noir sur case blanche c8 · Dame blanche sur case blanche g8 · Pion noir sur case noire a7 · Pion noir sur case blanche b7 · Roi noir sur case noire b6 · Cavalier noir sur case blanche c6 · Tour blanche sur case noire h6 · Fou noir sur case noire c5 · Pion noir sur case blanche d5 · Dame blanche sur case noire f4 · Dame blanche sur case noire e3 · Roi blanc sur case blanche f3 · Dame noire sur case blanche c2 · Pion blanc sur case noire f2 · Dame noire sur case blanche b1 · Fou blanc sur case blanche f1 · Cavalier blanc sur case noire g1 | Tour noire sur case blanche a8 · Fou noir sur case blanche c8 · Dame blanche sur case blanche g8 · Pion noir sur case noire a7 · Pion noir sur case blanche b7 · Roi noir sur case noire b6 · Cavalier noir sur case blanche c6 · Tour blanche sur case noire h6 · Fou noir sur case noire c5 · Pion noir sur case blanche d5 · Dame blanche sur case noire f4 · Dame blanche sur case noire e3 · Roi blanc sur case blanche f3 · Dame noire sur case blanche c2 · Pion blanc sur case noire f2 · Dame noire sur case blanche b1 · Fou blanc sur case blanche f1 · Cavalier blanc sur case noire g1 | Tour noire sur case blanche a8 · Fou noir sur case blanche c8 · Dame blanche sur case blanche g8 · Pion noir sur case noire a7 · Pion noir sur case blanche b7 · Roi noir sur case noire b6 · Cavalier noir sur case blanche c6 · Tour blanche sur case noire h6 · Fou noir sur case noire c5 · Pion noir sur case blanche d5 · Dame blanche sur case noire f4 · Dame blanche sur case noire e3 · Roi blanc sur case blanche f3 · Dame noire sur case blanche c2 · Pion blanc sur case noire f2 · Dame noire sur case blanche b1 · Fou blanc sur case blanche f1 · Cavalier blanc sur case noire g1 | Tour noire sur case blanche a8 · Fou noir sur case blanche c8 · Dame blanche sur case blanche g8 · Pion noir sur case noire a7 · Pion noir sur case blanche b7 · Roi noir sur case noire b6 · Cavalier noir sur case blanche c6 · Tour blanche sur case noire h6 · Fou noir sur case noire c5 · Pion noir sur case blanche d5 · Dame blanche sur case noire f4 · Dame blanche sur case noire e3 · Roi blanc sur case blanche f3 · Dame noire sur case blanche c2 · Pion blanc sur case noire f2 · Dame noire sur case blanche b1 · Fou blanc sur case blanche f1 · Cavalier blanc sur case noire g1 | Tour noire sur case blanche a8 · Fou noir sur case blanche c8 · Dame blanche sur case blanche g8 · Pion noir sur case noire a7 · Pion noir sur case blanche b7 · Roi noir sur case noire b6 · Cavalier noir sur case blanche c6 · Tour blanche sur case noire h6 · Fou noir sur case noire c5 · Pion noir sur case blanche d5 · Dame blanche sur case noire f4 · Dame blanche sur case noire e3 · Roi blanc sur case blanche f3 · Dame noire sur case blanche c2 · Pion blanc sur case noire f2 · Dame noire sur case blanche b1 · Fou blanc sur case blanche f1 · Cavalier blanc sur case noire g1 | 2 |
| 1 | Tour noire sur case blanche a8 · Fou noir sur case blanche c8 · Dame blanche sur case blanche g8 · Pion noir sur case noire a7 · Pion noir sur case blanche b7 · Roi noir sur case noire b6 · Cavalier noir sur case blanche c6 · Tour blanche sur case noire h6 · Fou noir sur case noire c5 · Pion noir sur case blanche d5 · Dame blanche sur case noire f4 · Dame blanche sur case noire e3 · Roi blanc sur case blanche f3 · Dame noire sur case blanche c2 · Pion blanc sur case noire f2 · Dame noire sur case blanche b1 · Fou blanc sur case blanche f1 · Cavalier blanc sur case noire g1 | Tour noire sur case blanche a8 · Fou noir sur case blanche c8 · Dame blanche sur case blanche g8 · Pion noir sur case noire a7 · Pion noir sur case blanche b7 · Roi noir sur case noire b6 · Cavalier noir sur case blanche c6 · Tour blanche sur case noire h6 · Fou noir sur case noire c5 · Pion noir sur case blanche d5 · Dame blanche sur case noire f4 · Dame blanche sur case noire e3 · Roi blanc sur case blanche f3 · Dame noire sur case blanche c2 · Pion blanc sur case noire f2 · Dame noire sur case blanche b1 · Fou blanc sur case blanche f1 · Cavalier blanc sur case noire g1 | Tour noire sur case blanche a8 · Fou noir sur case blanche c8 · Dame blanche sur case blanche g8 · Pion noir sur case noire a7 · Pion noir sur case blanche b7 · Roi noir sur case noire b6 · Cavalier noir sur case blanche c6 · Tour blanche sur case noire h6 · Fou noir sur case noire c5 · Pion noir sur case blanche d5 · Dame blanche sur case noire f4 · Dame blanche sur case noire e3 · Roi blanc sur case blanche f3 · Dame noire sur case blanche c2 · Pion blanc sur case noire f2 · Dame noire sur case blanche b1 · Fou blanc sur case blanche f1 · Cavalier blanc sur case noire g1 | Tour noire sur case blanche a8 · Fou noir sur case blanche c8 · Dame blanche sur case blanche g8 · Pion noir sur case noire a7 · Pion noir sur case blanche b7 · Roi noir sur case noire b6 · Cavalier noir sur case blanche c6 · Tour blanche sur case noire h6 · Fou noir sur case noire c5 · Pion noir sur case blanche d5 · Dame blanche sur case noire f4 · Dame blanche sur case noire e3 · Roi blanc sur case blanche f3 · Dame noire sur case blanche c2 · Pion blanc sur case noire f2 · Dame noire sur case blanche b1 · Fou blanc sur case blanche f1 · Cavalier blanc sur case noire g1 | Tour noire sur case blanche a8 · Fou noir sur case blanche c8 · Dame blanche sur case blanche g8 · Pion noir sur case noire a7 · Pion noir sur case blanche b7 · Roi noir sur case noire b6 · Cavalier noir sur case blanche c6 · Tour blanche sur case noire h6 · Fou noir sur case noire c5 · Pion noir sur case blanche d5 · Dame blanche sur case noire f4 · Dame blanche sur case noire e3 · Roi blanc sur case blanche f3 · Dame noire sur case blanche c2 · Pion blanc sur case noire f2 · Dame noire sur case blanche b1 · Fou blanc sur case blanche f1 · Cavalier blanc sur case noire g1 | Tour noire sur case blanche a8 · Fou noir sur case blanche c8 · Dame blanche sur case blanche g8 · Pion noir sur case noire a7 · Pion noir sur case blanche b7 · Roi noir sur case noire b6 · Cavalier noir sur case blanche c6 · Tour blanche sur case noire h6 · Fou noir sur case noire c5 · Pion noir sur case blanche d5 · Dame blanche sur case noire f4 · Dame blanche sur case noire e3 · Roi blanc sur case blanche f3 · Dame noire sur case blanche c2 · Pion blanc sur case noire f2 · Dame noire sur case blanche b1 · Fou blanc sur case blanche f1 · Cavalier blanc sur case noire g1 | Tour noire sur case blanche a8 · Fou noir sur case blanche c8 · Dame blanche sur case blanche g8 · Pion noir sur case noire a7 · Pion noir sur case blanche b7 · Roi noir sur case noire b6 · Cavalier noir sur case blanche c6 · Tour blanche sur case noire h6 · Fou noir sur case noire c5 · Pion noir sur case blanche d5 · Dame blanche sur case noire f4 · Dame blanche sur case noire e3 · Roi blanc sur case blanche f3 · Dame noire sur case blanche c2 · Pion blanc sur case noire f2 · Dame noire sur case blanche b1 · Fou blanc sur case blanche f1 · Cavalier blanc sur case noire g1 | Tour noire sur case blanche a8 · Fou noir sur case blanche c8 · Dame blanche sur case blanche g8 · Pion noir sur case noire a7 · Pion noir sur case blanche b7 · Roi noir sur case noire b6 · Cavalier noir sur case blanche c6 · Tour blanche sur case noire h6 · Fou noir sur case noire c5 · Pion noir sur case blanche d5 · Dame blanche sur case noire f4 · Dame blanche sur case noire e3 · Roi blanc sur case blanche f3 · Dame noire sur case blanche c2 · Pion blanc sur case noire f2 · Dame noire sur case blanche b1 · Fou blanc sur case blanche f1 · Cavalier blanc sur case noire g1 | 1 |
|   | a | b | c | d | e | f | g | h |   |

En 1981, Irving Chernev a classé My best Games of Chess, 1908 – 1923 meilleur livre d'échecs de tous les temps (podium complété par Les Maîtres de l'échiquier de Richard Réti et Mes 60 meilleures parties de Bobby Fischer). En 1977, le jury de Chess Life (en) a désigné par son vote My Best Games of Chess 1908-1937 comme second meilleur livre d'échecs de tous les temps juste après cet ouvrage de Fischer,.
De fait, My best Games of Chess est un ouvrage très distrayant. Ceci dit, Alekhine s'est montré enclin à falsifier dans ses écrits les coups de ses parties pour se montrer sous un jour encore plus favorable. Le livre est en partie une œuvre marketing. L'exemple le plus fameux est une partie inventée figurant 5 (!) Dames (position finale dans le diagramme ci-contre ; l'analyse de Garry Kasparov est : 24...Fg4+ 25. Dgxg4 Fxe3 26. Dxe3+ Dc5 27. Dfg4 avec un « avantage considérable »). Par ailleurs, le recueil de parties a été publié pour la première fois à l'approche du match du championnat du monde d'échecs 1927 : il a donc aussi servi financièrement à Alekhine (profitant du « tapage médiatique »).